# Francisco Keil do Amaral
Francisco Caetano Keil Coelho do Amaral OSE (São Sebastião da Pedreira, Lisboa, 28 de Abril de 1910 — São Domingos de Benfica, Lisboa, 19 de Fevereiro de 1975) foi um arquiteto português. Autor de uma produção teórica de relevo e de uma vasta obra construída, a sua ação foi determinante para a consolidação de uma plena consciência moderna na arquitetura em Portugal.
Keil do Amaral destacou-se de forma particular ao longo dos anos de 1940 e 1950, tendo atuado de modo original ao longo dessas décadas particularmente difíceis da vida nacional. Assumiu a responsabilidade projetual de importantes obras públicas, sem se identificar com o regime político nem com os padrões historicistas do gosto oficial do Estado Novo e mantendo, simultaneamente, uma distância crítica em relação à ortodoxia do Estilo Internacional, em busca de uma «terceira via» capaz de conciliar a racionalidade moderna com a consideração ponderada das lições da arquitetura tradicional .

## Biografia / Obra
Filho de Francisco Coelho do Amaral dos Reis, 1.° Visconde de Pedralva, e de sua mulher Guida Maria Josefina Cinatti Keil (Encarnação, Lisboa, 13 de fevereiro de 1885 – São Domingos de Benfica, Lisboa, 26 de abril de 1965), nasceu na freguesia de São Sebastião da Pedreira, em Lisboa, no seio de uma família de artistas (neto materno de Alfredo Keil e bisneto de Giuseppe Cinatti). Era pretendente ao título de 2.º Visconde de Pedralva.
Vive grande parte da infância em Canas de Senhorim, onde completa a instrução primária. Depois de uma permanência em Luanda (1920-1921), onde o pai era Governador-Geral, frequenta o Colégio Nacional e o Liceu Gil Vicente (1922-28).

Aeroporto de Lisboa, 1942

Começa a vida profissional em 1929, como «designer» publicitário (com Fred Kradolfer e José Rocha). Em 1930 inscreve-se no curso especial de Arquitetura da Escola de Belas Artes de Lisboa, mas no ano imediato é alvo de um processo disciplinar, motivado por um conflito com o professor de arquitetura, Arnaldo Redondo Adães Bermudes. Completa o curso, como aluno externo, trabalhando no ateliê de Carlos Ramos, cujo exemplo irá marcar as suas opções futuras e, de modo particular, o caráter funcionalista e o purismo das suas primeiras obras (Instituto Pasteur, Porto, 1933-35) .
A 1 de setembro de 1933, casou civilmente na freguesia do Beato, em Lisboa, com Maria da Silva Pires (Maria Keil). Deste casamento nasceu o seu único filho, Francisco Pires Keil do Amaral (Pitum Keil do Amaral).
Ainda estudante, participa em exposições de relevo na Sociedade Nacional de Belas Artes (1932, 1933). Em 1936 vence o concurso para o Pavilhão de Portugal na Feira Universal de Paris, impondo um gosto renovador nos programas oficiais. Permanece em Paris durante 1 ano para acompanhar a construção do pavilhão. Conhece obras marcantes da arquitetura moderna europeia. Visita a Holanda, onde descobre a obra de Willem Marinus Dudok (grande admirador de Frank Lloyd Wright). Para Keil, o fascínio pela arquitetura holandesa (e por Frank Lloyd Wright) advém do seu caráter progressivo, moderno, que concilia equilibradamente com as tradições. "Este binómio definirá claramente a prática do arquiteto" levando-o, após o regresso a Portugal, a demarcar-se de aspetos da sua obra inicial, da influência de Carlos Ramos e, mais ainda, dos constrangimentos historicistas e regionalistas da arquitetura oficial do Estado Novo . Irá propor uma terceira via, preocupada acima de tudo com o bem estar e felicidade do homem comum, onde "o racionalismo anda de braço dado com a poesia" .

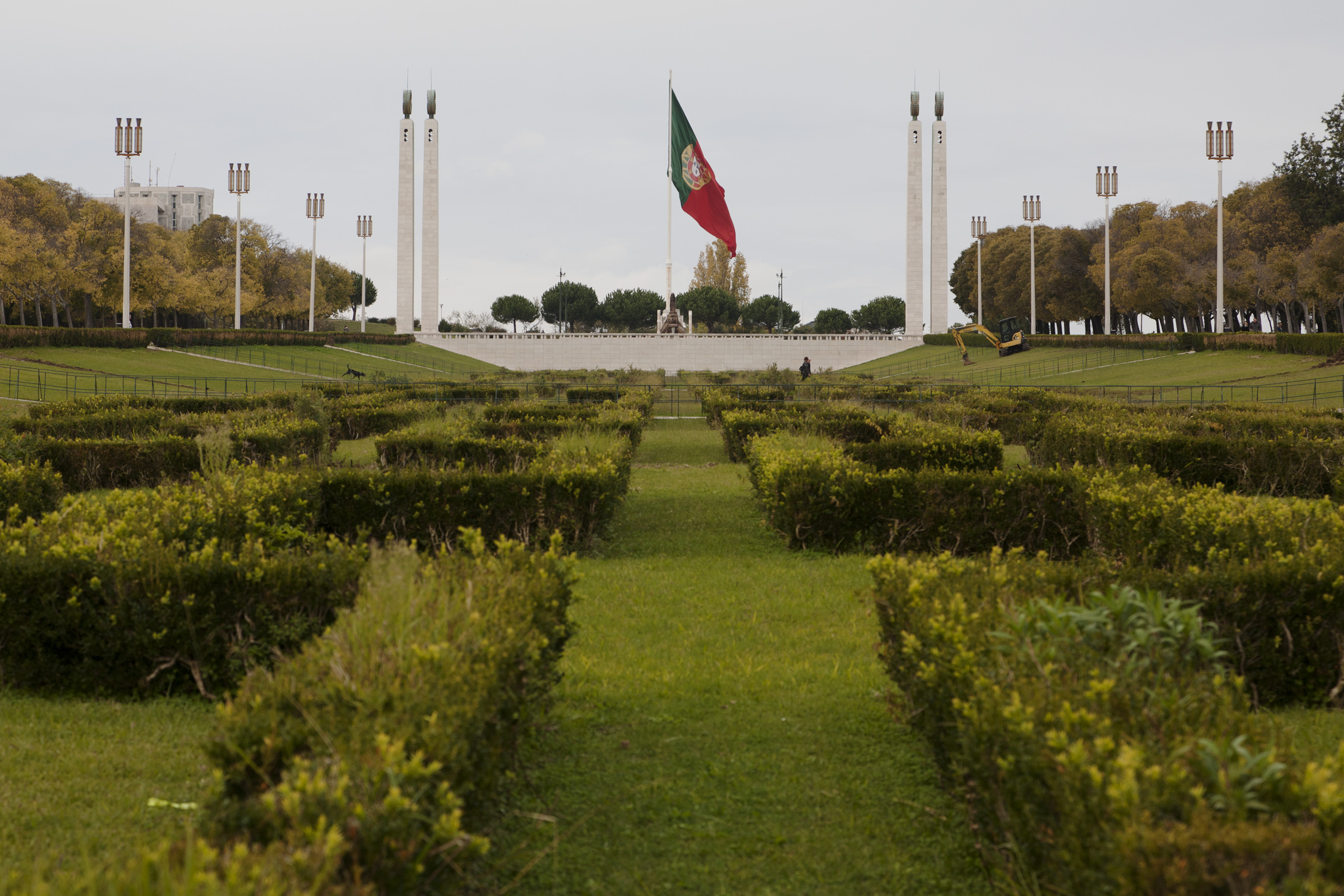
Parque Eduardo VII, Lisboa

"Quando em plena ditadura salazarista a arquitetura portuguesa se divide entre os mentores do regime e o desejo de um funcionalismo de carácter internacional, [Keil do Amaral destaca-se] como a figura que com mais energia e lucidez defende as bases para a construção de uma perspetiva de trabalho diferente, teoricamente racional e formalmente ligada às identidades locais, apelando a uma linguagem simples e equilibrada, inspirada na continuidade e no sentido integrador que parece constituir uma constante da arquitetura portuguesa" . "Dum ponto de vista formal, a vasta produção de Keil do Amaral na década de 40, para além de documentar os contactos com a arquitetura do Norte da Europa e dos Estados Unidos, traduz uma conceção pessoal de espaços e volumes que transcende as limitações conceptuais do modernismo. E, embora mantenha os pressupostos básicos da arquitetura moderna, não ignora a experiência, sobretudo vernacular, do passado" .
Entre 1939 e 1949 integra, na Câmara Municipal de Lisboa, uma equipa de jovens arquitetos – de que também faziam parte, entre outros, Inácio Peres Fernandes e João Faria da Costa –, encarregue de apoiar as iniciativas do então Ministro das Obras Públicas e Presidente da Câmara Municipal de Lisboa, Duarte Pacheco, relativas à expansão urbana e reapetrechamento funcional da cidade. Keil do Amaral irá trabalhar nos projetos de equipamentos e no reordenamento dos espaços verdes da capital: Parque Eduardo VII; Campo Grande; Parque de Monsanto. Em vésperas do início da Segunda Guerra Mundial, desloca-se à Grã-Bretanha e Irlanda do Norte, França; Holanda e Alemanha, para visitar parques e aprofundar conhecimentos nessa área específica .
A 4 de Março de 1941 foi feito Oficial da Ordem Militar de Sant'Iago da Espada.

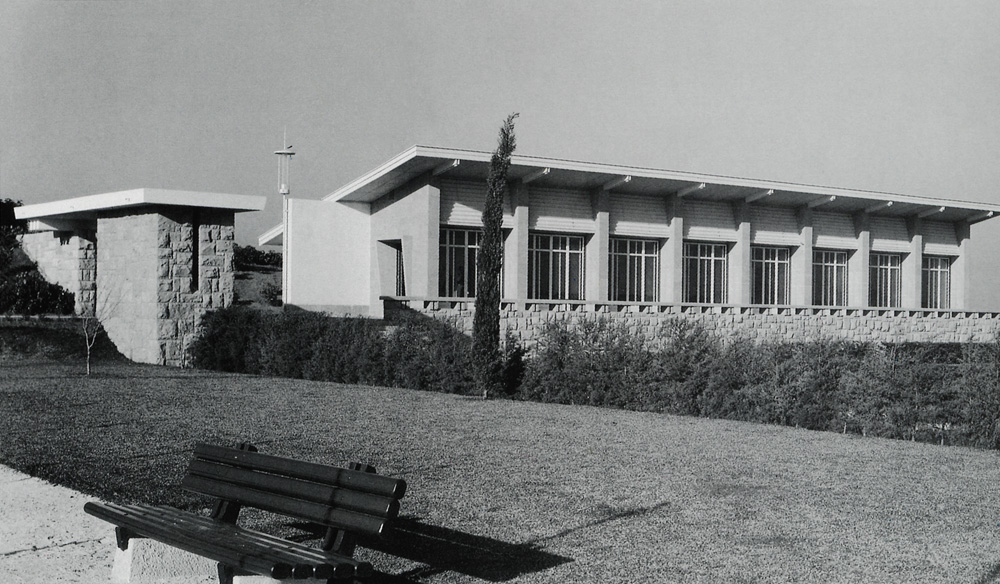
Restaurante, Clube de Ténis, Parque de Monsanto

"O projeto do Parque de Monsanto constitui uma obra incontornável no quadro das grandes intervenções levadas a cabo em Lisboa durante o século XX. Transferindo para a periferia da cidade o grande parque, revela um novo entendimento da questão dos espaços verdes urbanos integrados na escala mais vasta da área metropolitana e da expansão da cidade". Keil desenvolve o plano geral e os projetos dos equipamentos . "No final da década dos anos 40, as obras do Clube de Ténis ou do Restaurante de Montes Claros vão traduzir-se em felizes momentos do percurso de Keil do Amaral, atingindo subtilmente aquele sentido de depuramento, de despojamento que vinha explorando desde as primeiras pesquisas da paixão holandesa. Com efeito, a partir de 1948 Keil assume uma maior modernidade segundo os códigos do Movimento Moderno, dando um novo sentido à sua produção: no Restaurante de Montes Claros, liberta o plano do chão, no Clube de Ténis rasga grandes envidraçados e resolve a cobertura com uma enorme agilidade" .
O arranjo do Parque Eduardo VII foi outra das suas importantes obras no âmbito da estruturação urbana da cidade. Desenha a alameda central, relvada, ladeada por passeio em calçada à portuguesa; redesenha o lago; reordena a Estufa-fria e projeta a entrada junto à margem; no sector oriental desenvolve uma sequência de estadias. O conjunto deveria ser rematado, a norte, pelo Palácio da Cidade, a implantar junto ao espaço de miradouro marcado pelas colunas monumentais. Para fundamentar esse projeto faz uma viagem aos Estados Unidos da América, onde visita obras de referência da arquitetura moderna, de Frank Lloyd Wright a Eliel Saarinen. Projetado inicialmente (1948) por uma equipa que também integrava Hernâni Gandra e Alberto José Pessoa, o Palácio da Cidade iria tornar-se alvo de polémica e nunca foi construído .

Feira das Indústrias de Lisboa, c. 1957

A produção arquitetónica de Keil do Amaral ao longo da década de 1940 é intensa; além das intervenções para os parques da cidade projeta a aerogare do Aeroporto de Lisboa, teatros em Mangualde e Nelas, moradias unifamiliares, etc. 1946 é o ano do início do ateliê Sobe e Desce, na rua do Arco do Cego, para projetos da Câmara Municipal de Lisboa (com Hernâni Gandra e Alberto José Pessoa), que mantém em paralelo com o seu ateliê pessoal. Em simultâneo com a prática da arquitetura, a sua ação cívica, cultural e política intensifica-se. Publica artigos e livros; participa nos órgãos do Sindicato Nacional dos Arquitetos; é um dos mais ativos promotores das Exposições Gerais de Artes Plásticas (1946-1956), que assinalaram uma dinâmica cultural de oposição ao Estado Novo, expondo nas mostras de 1946, 47, 48, 49, 50, 53 e 56 .
Keil tem um importante papel na formação do grupo de Iniciativas Culturais Arte e Técnica (ICAT) e na reformulação da revista Arquitetura, onde lança, em 1947, a ideia de um inquérito científico à arquitetura regional portuguesa, trabalho de referência em que se empenha na segunda metade da década de 1950 em associação com um numeroso grupo de arquitetos (publicado pelo Sindicato Nacional dos Arquitetos em 1961 com o título Arquitectura Popular em Portugal). Será ainda um dos protagonistas do I Congresso Nacional de Arquitectura (1948), "que se constitui como uma vitória incontestável da classe, na medida em que, pela primeira vez, os arquitetos se reúnem para discutir livremente ideias e afirmar convictamente a necessidade de fazer Arquitetura moderna no quadro de uma nova consciência profissional.  […] Congresso histórico, teria sido decerto outro sem a presença contagiante de Keil do Amaral, logo adotado como chefe-de-fila da nova geração". Em Março desse mesmo ano é eleito presidente do Sindicato Nacional dos Arquitetos, mas será compulsivamente afastado pelo governo passados apenas oito meses, por razões de ordem política, não chegando a tomar oficialmente posse do cargo .

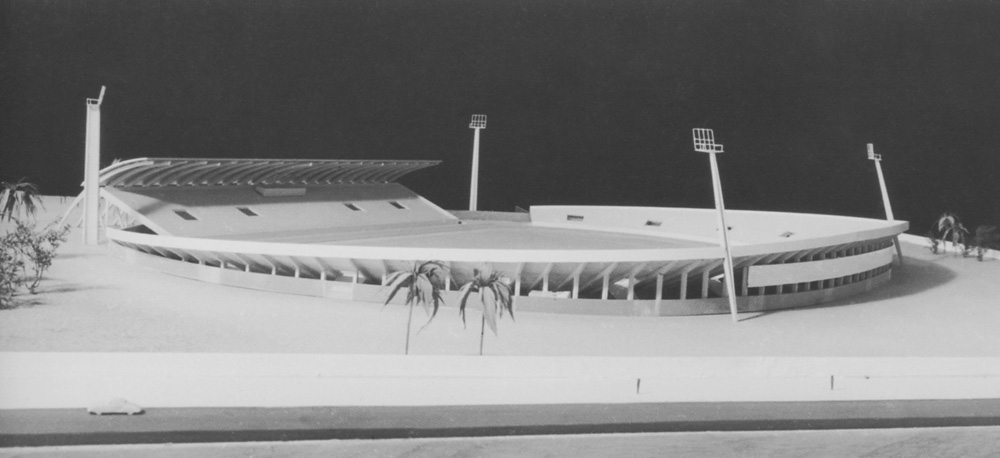
Estádio de Bagdade, Iraque

No período imediato verifica-se um abrandamento da encomenda pública de que até aí tinha beneficiado, mas o ostracismo atenua-se alguns anos mais tarde, com a realização de projetos importantes, como para a Feira das Indústrias de Lisboa, que projeta com grande  liberdade compositiva e onde é visível "a preocupação em fundir arquitetura e estrutura com uma finalidade estética e económica". É também autor de diversos edifícios para a União Elétrica Portuguesa e da vasta encomenda que foi a primeira fase do Metropolitano de Lisboa, que incluiu todas as estações inauguradas em 1959. Já na década de 1960 projeta, com Carlos Manuel Ramos, o estádio de Bagdade, Iraque, "em que se sente um sopro renovador" na sua arquitetura que irá traduzir-se numa "leveza de solução sem paralelo em obras anteriores desse tipo no nosso país" .
Embora nunca tenha tido oportunidade para lecionar arquitetura na Escola de Belas Artes de Lisboa, Keil do Amaral teve uma importante ação pedagógica, publicando livros e artigos de referência, nomeadamente A arquitetura e a vida (1942), A Moderna Arquitectura Holandesa (1943),  O Problema da Habitação (1945) ou A formação dos arquitetos (1948 – comunicação ao I Congresso Nacional de Arquitetura). Também se encontram  na   Revista Municipal   (1939-1973) publicada pela  Câmara Municipal de Lisboa, conteudos da sua autoria. E o seu ateliê foi, nas palavras de José Antunes da Silva, um verdadeiro "centro de cultura e uma escola de humanidade", onde colaboraram, ao longo dos anos, arquitetos de gerações sucessivas, ainda em fase de formação ou já na maturidade, nomeadamente: Alberto Pessoa, Hernâni Gandra, José Rafael Botelho, Cândido Palma de Melo, José Antunes da Silva, Pedro Botelho, José Manuel Fernandes, João Paulo Conceição .
"Polemista, investigador, pedagogo, participante ativo na atividade sindical e política, frontal opositor ao regime ligado a personalidades prestigiadas da cultura nacional, os seus escritos e livros de reflexão sobre a arquitetura e a cidade, contribuem para o enquadramento de uma atividade generosa e intensa como profissional e cidadão" .
Morreu a 19 de fevereiro de 1975, aos 64 anos, na freguesia de São Domingos de Benfica, em Lisboa, vítima de acidente vascular cerebral. Foi sepultado no cemitério de Apelação, em Loures.

## Alguns prémios
- Prémio Municipal de Arquitetura de Lisboa, 1951 – moradia de A. Sousa Pinto, Avenida D. Vasco da Gama, n.º 2, Restelo, Lisboa[19].
- Prémio Diário de Notícias, de 1960, pelo conjunto da sua obra.
- Prémio Valmor, 1962 – moradia na Rua Almirante António Saldanha, n.º 44, Restelo, em Lisboa[20].

## Algumas obras e projetos
- 1934 – Instituto Pasteur de Lisboa, Porto.
- 1937 – Pavilhão de Portugal, Exposição Mundial de Paris (Exposition Internationale des Arts et Techniques dans la Vie Moderne).
- 1940 – Cantina, Escolas Infantil e Primária, fábrica Secil, Outão, Setúbal | Aeroporto de Lisboa, edifício da aerogare | Parque de Diversões, Exposição do Mundo Português.
- 1942 – Arranjo da zona de Montes Claros, Parque Florestal de Monsanto, Lisboa.
- 1945 – Remodelação e ampliação do Jardim do Campo Grande, incluindo equipamentos desportivos e respectivo edifício de apoio, piscina e restaurante, Lisboa (com Hernâni Gandra e Alberto José Pessoa) | Bairro Económico de Benfica, Lisboa | Escritórios da União Elétrica Portuguesa, Almada.
- 1945-46 – Habitação de férias de Guida Keil, Rodízio, Praia das Maçãs. | Salão Central Eborense, Évora.
- 1946 – Ampliação da aerogare, aeroporto de Lisboa.
- 1947-48 – Cine-Teatro - Mangualde [21]
- 1948 – Cemitério; Monsanto (com Hernâni Gandra e Alberto José Pessoa) | Teatro, Nelas | Remate do topo norte do Parque Eduardo VII (com Hernâni Gandra e Alberto José Pessoa).
- 1949 – Clube de ténis de Lisboa, Monsanto (com Hernâni Gandra) | Estufa-fria, Parque Eduardo VII, Lisboa (com Hernâni Gandra e Alberto José Pessoa) | Restaurante-esplanada (ampliação do pavilhão de Montes Claros, Monsanto); teatro ao ar livre, Monsanto, Lisboa (com Hernâni Gandra e Alberto José Pessoa)
- Outras obras da década de 1940 – Plano Geral do Parque Eduardo VII, Lisboa | Plano Geral do Parque Florestal de Monsanto, Lisboa | Diversas habitações unifamiliares.
- 1950 – Aeroporto de Luanda, Angola | Aeroporto de Santa Maria, habitação do diretor e esquema geral de urbanização, Açores | Habitação unifamiliar de António Sousa Pinto, Lisboa; Prémio Municipal de Arquitetura 1951.
- 1951 – Feira das Indústrias de Lisboa (com Alberto Cruz).
- 1953 – Parque infantil do Alvito (com Hernâni Gandra e Alberto José Pessoa).
- 1954 – Colónia de férias da União Elétrica Portuguesa, Palmela | Subestação, União Elétrica Portuguesa, Coina.
- 1956 – Delegações da TAP (Transportes Aéreos Portugueses) em Luanda e no Porto.
- 1957 – Edifício de escritórios da União Elétrica Portuguesa, Lisboa.
- Outras obras da década de 1950 – Delegações da TAP em Lourenço Marques (Moçambique), Londres e Rio de Janeiro | Parque infantil do Alto da Serafina, Parque de Monsanto, Lisboa | Diversas habitações unifamiliares | Sapatarias Arte, Galã, Hélio, Lisbel e Mário, Lisboa
- 1960 – Piscina infantil, no Jardim do Campo Grande zona Sul, Lisboa.
- 1961-67 – Estádio de futebol, Bagdad, Iraque (com Carlos Manuel Ramos).
- 1962 – Subestação da União Elétrica Portuguesa, Sobreda, Almada (com José Antunes da Silva).
- 1963 – Urbanização da Península de Tróia | Urbanização do centro de Vilamoura, Quarteira, Algarve (com José Antunes da Silva).
- 1966 – Subestação da União Elétrica Portuguesa, S. Francisco, Alcochete | Unidade turística hoteleira, Costa da Caparica.
- Outras obras da década de 1960 – Habitações e comércio, Vilamoura, Algarve (com José Antunes da Silva) | Restaurante no Alto da Serafina, Parque de Monsanto, Lisboa | Sede do Metropolitano de Lisboa, Sete-Rios, Lisboa | Diversas habitações unifamiliares.
- 1971 – Filda, Feira das Indústrias de Luanda, Angola.
- 1972 – Centro Comercial e urbanização turística do Pinhal da Marina, Vilamoura (com José Antunes da Silva).
- 1974 – Supermercado, lojas, sala de exposições, cinema, pastelaria, café e self-service, Vilamoura (com José Antunes da Silva).

### Instituto Pasteur

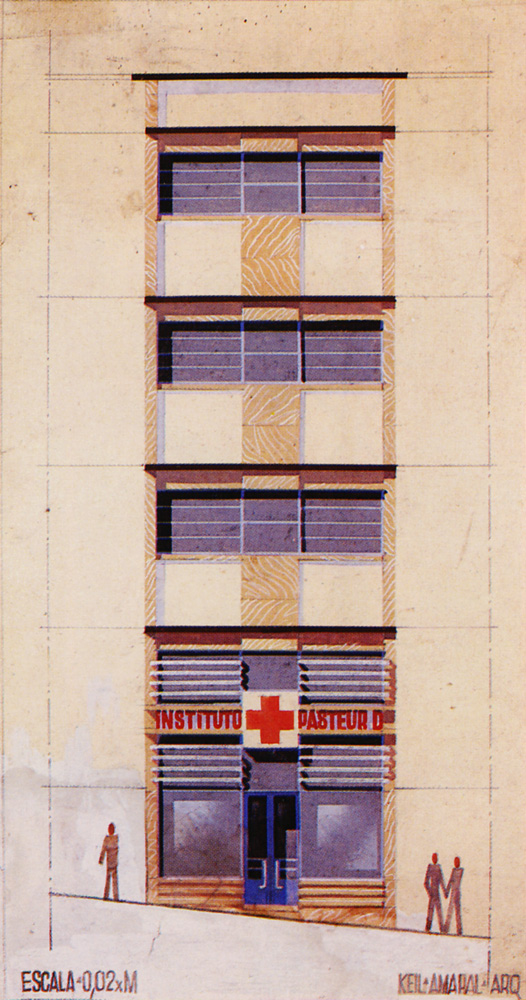

### Salão Central Eborense, 1945

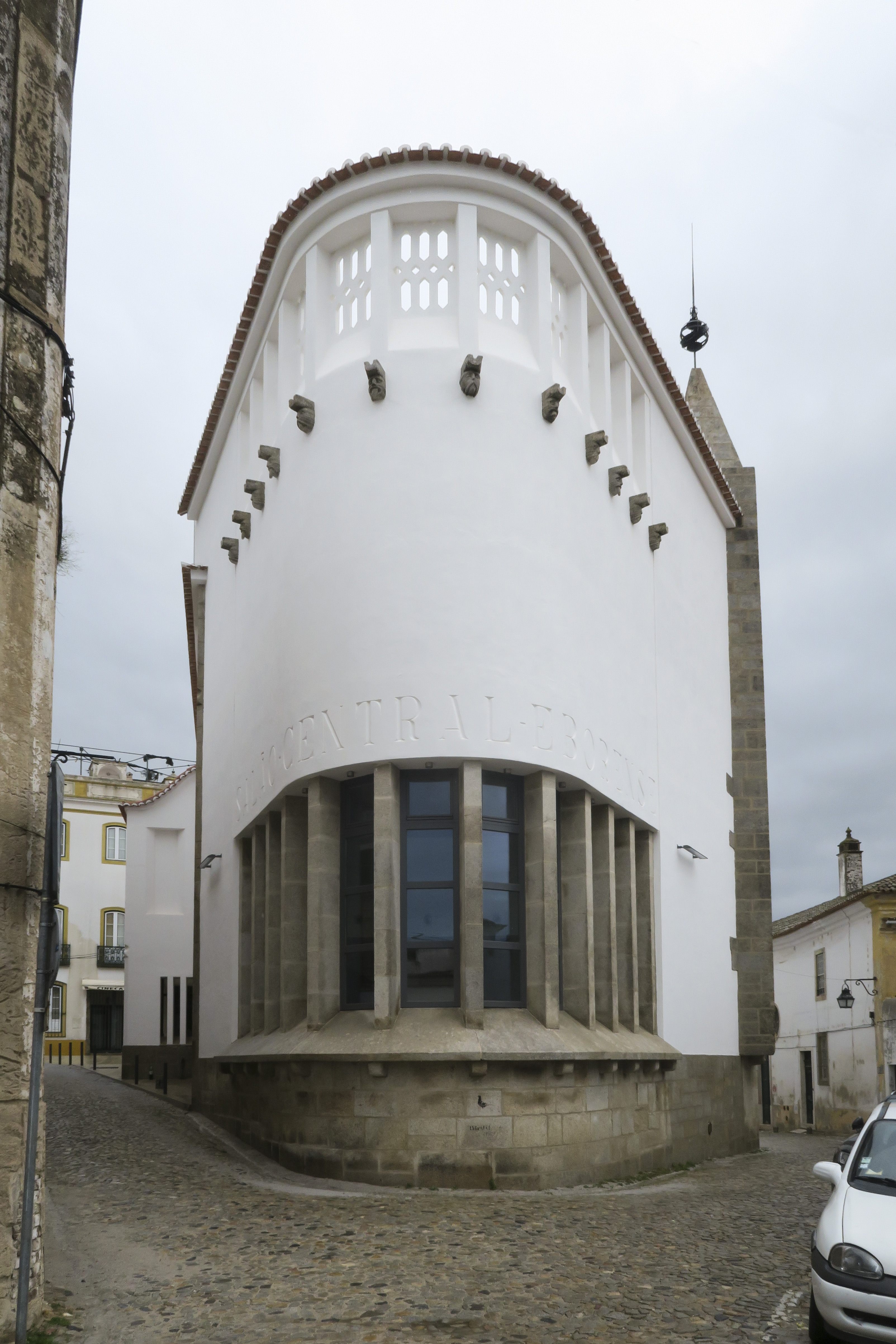
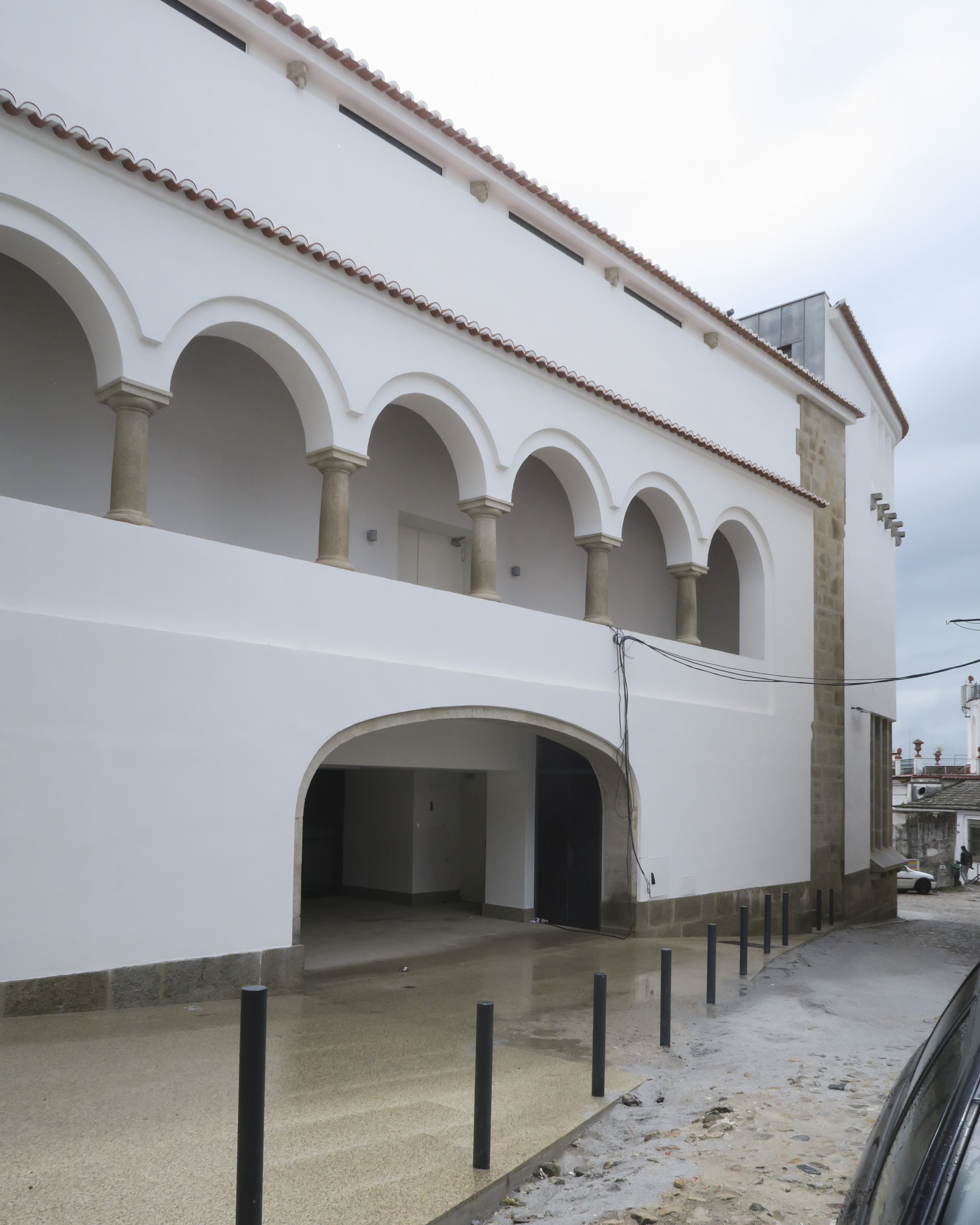
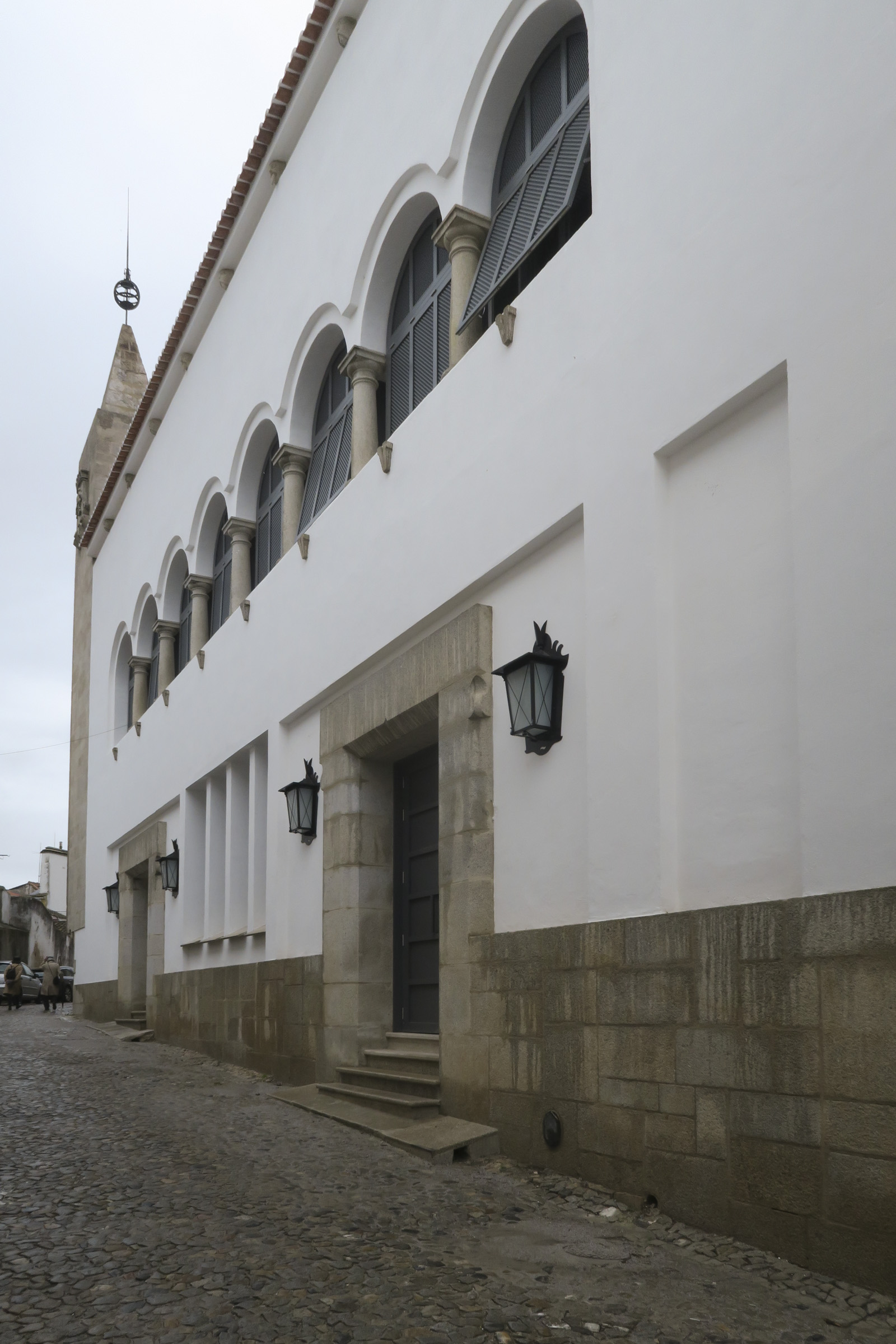

### Pavilhão de Portugal, Exposição Mundial de Paris, 1937

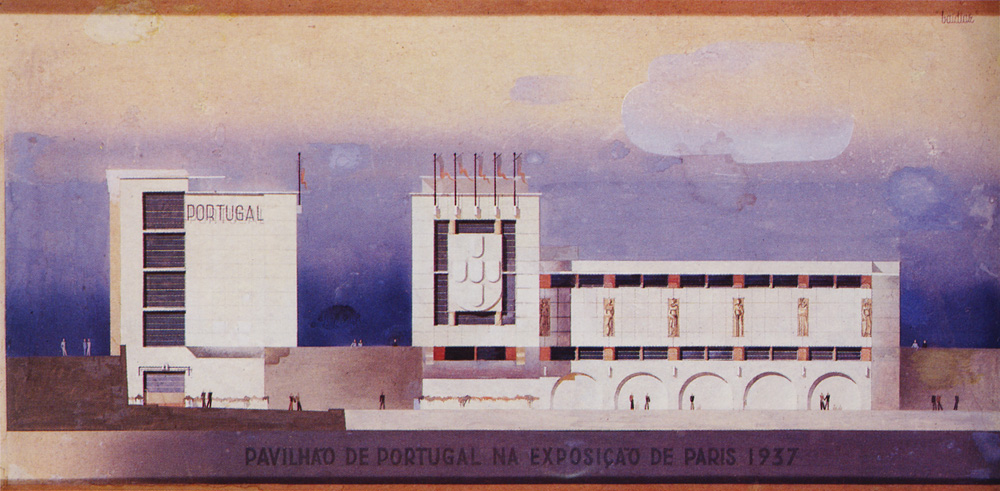
Alçados
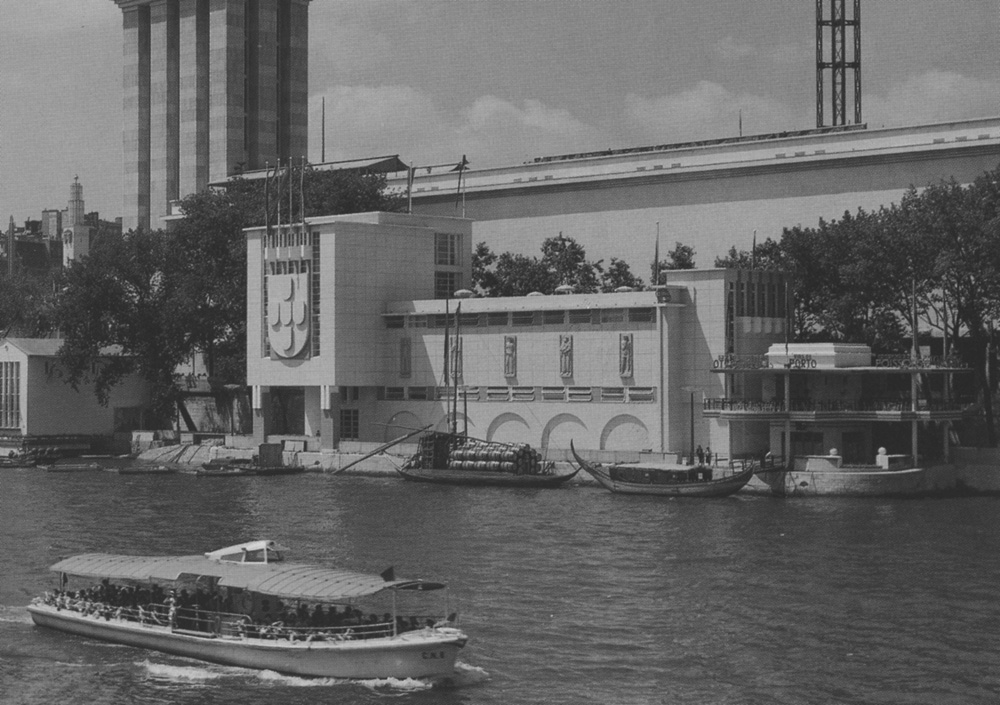
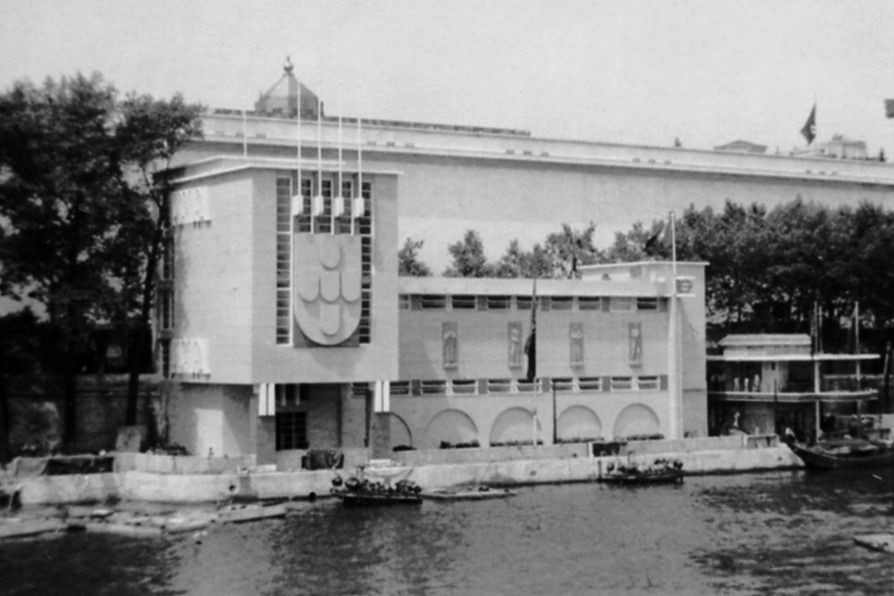

### Montes Claros, Parque de Monsanto, Lisboa

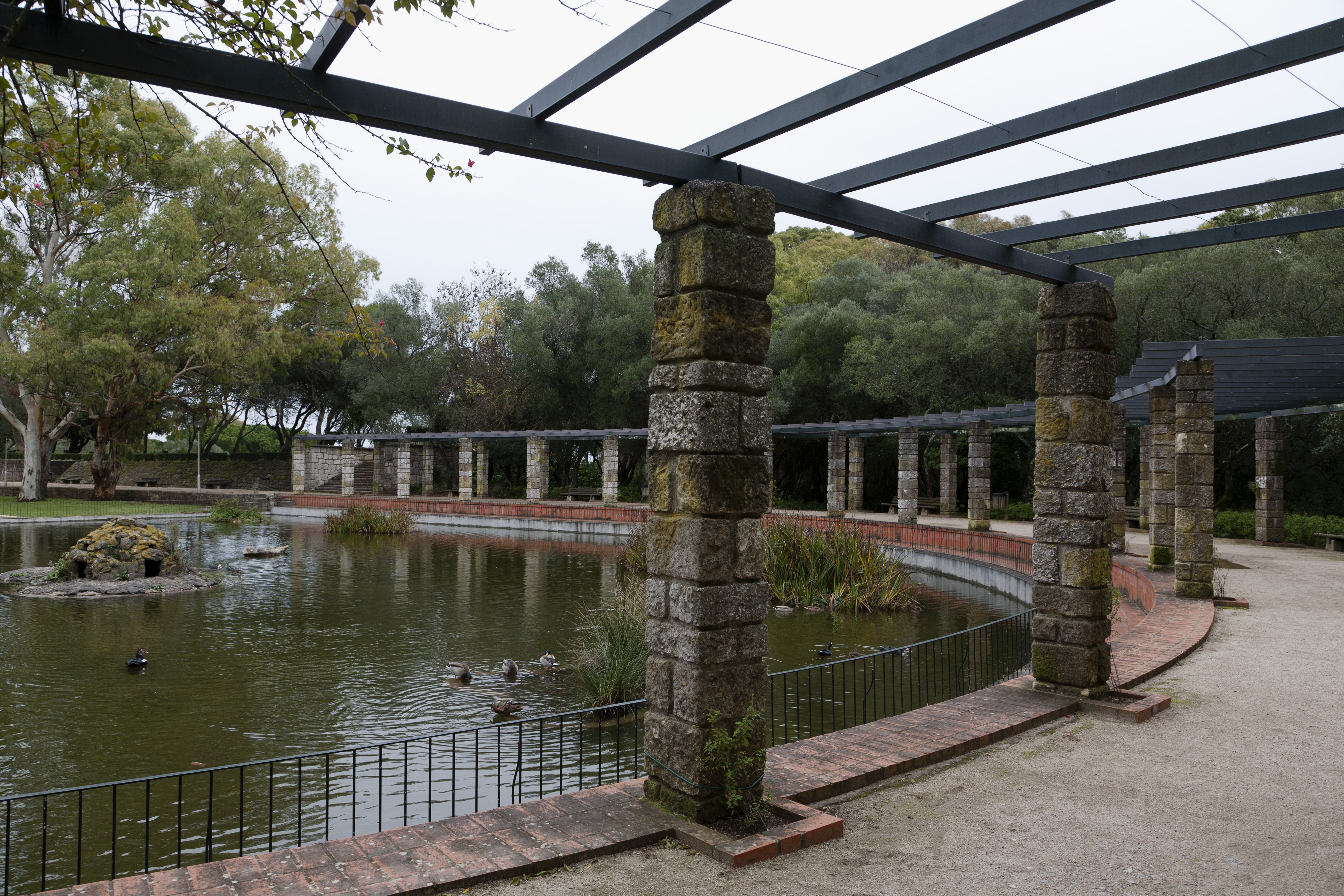
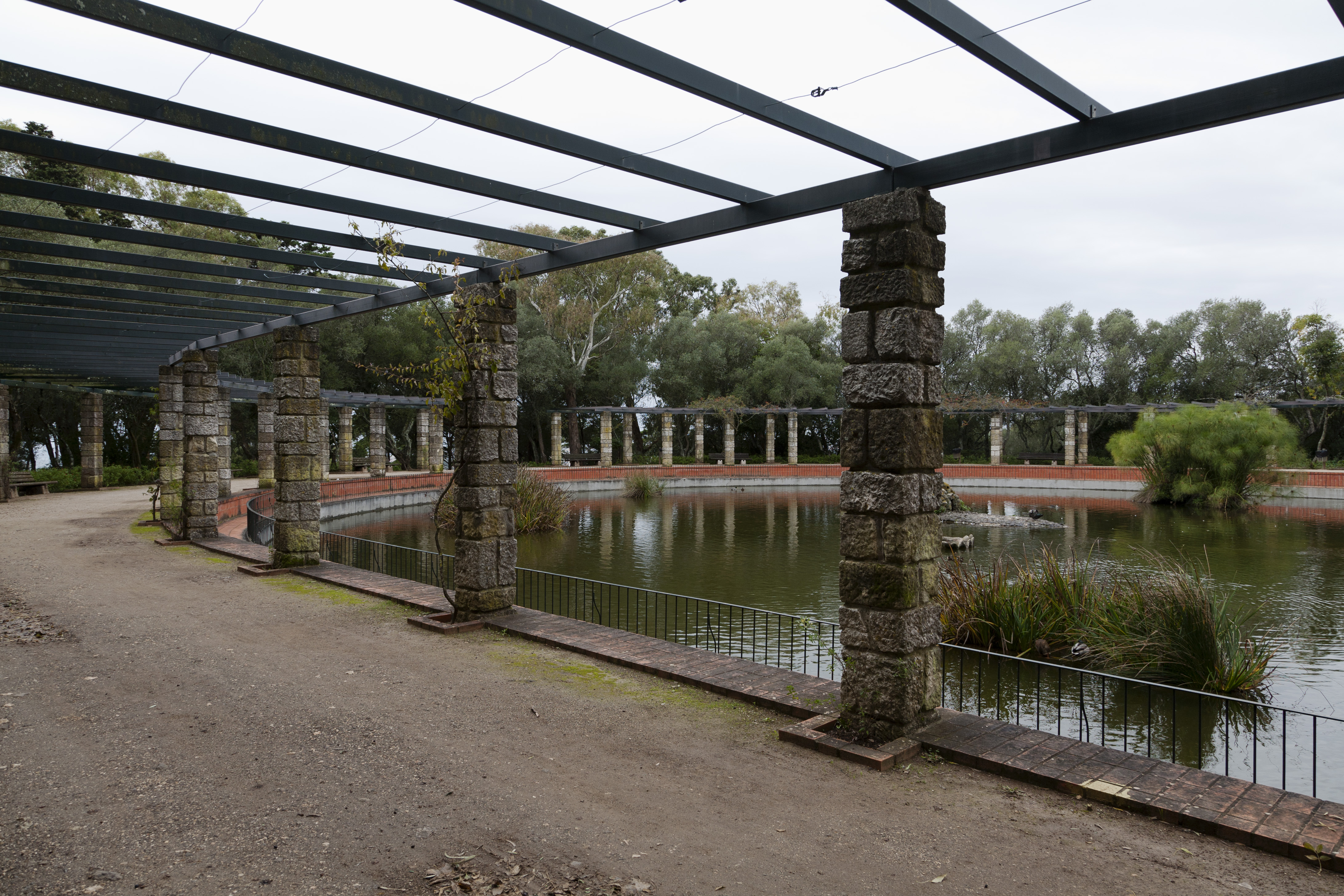
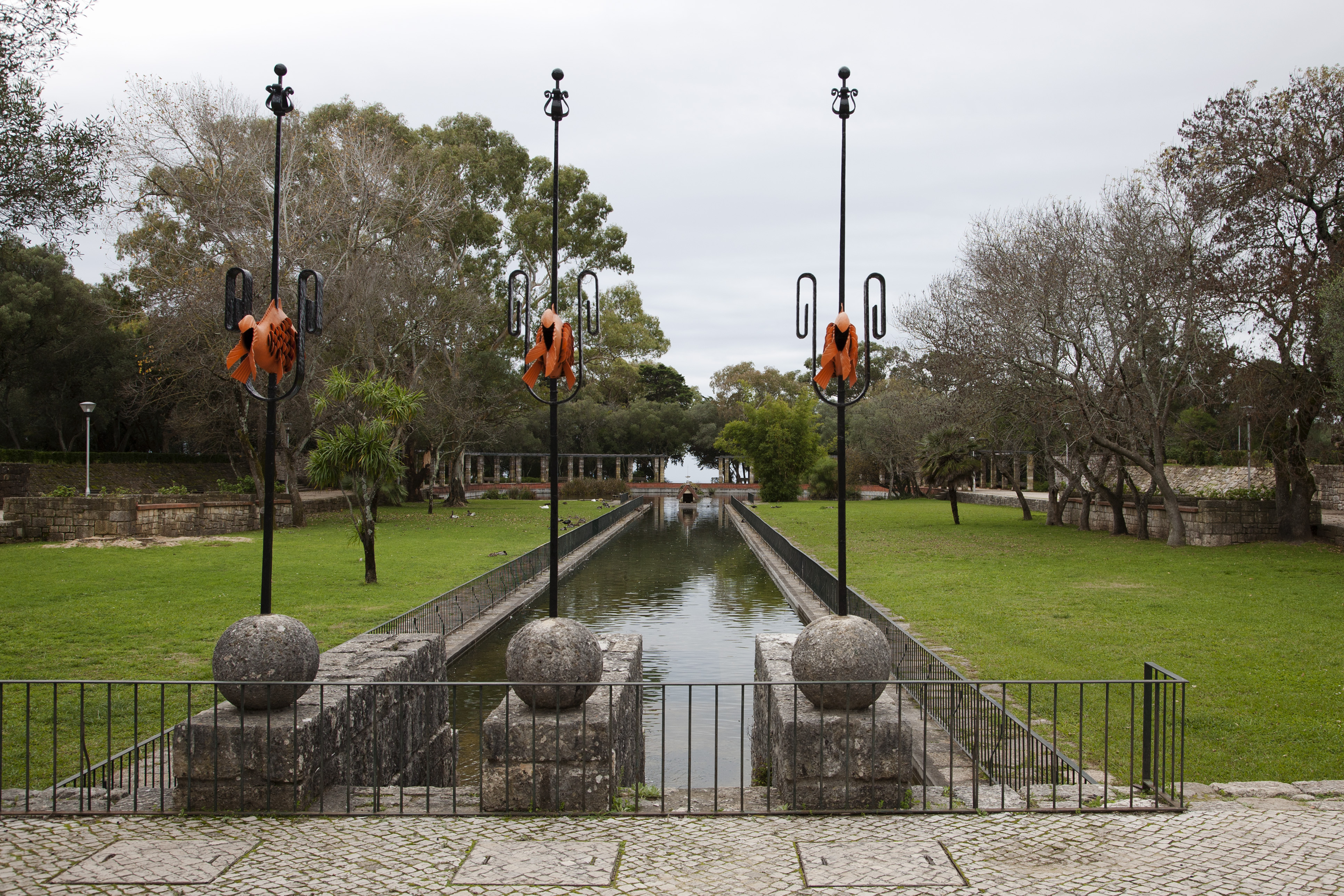
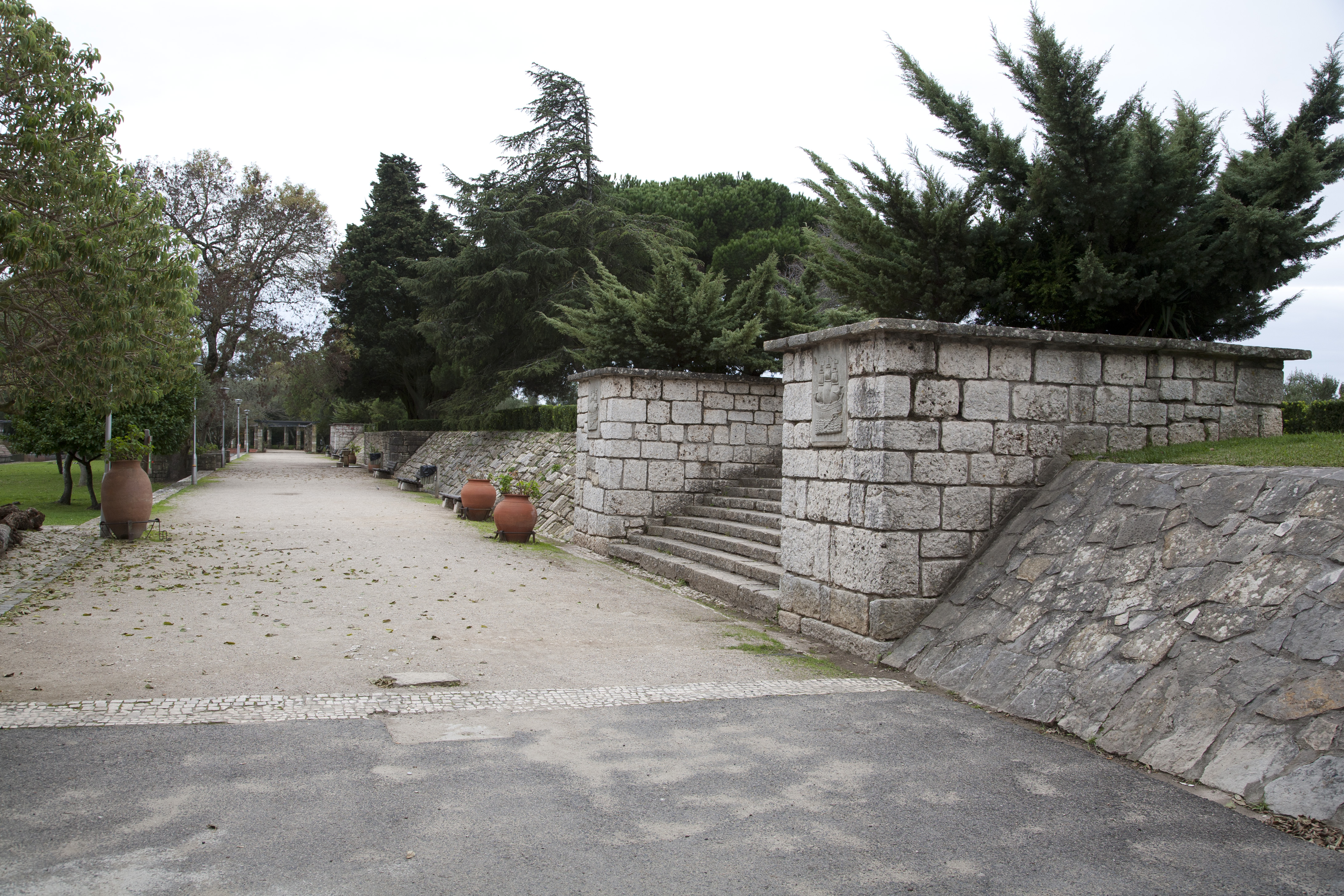
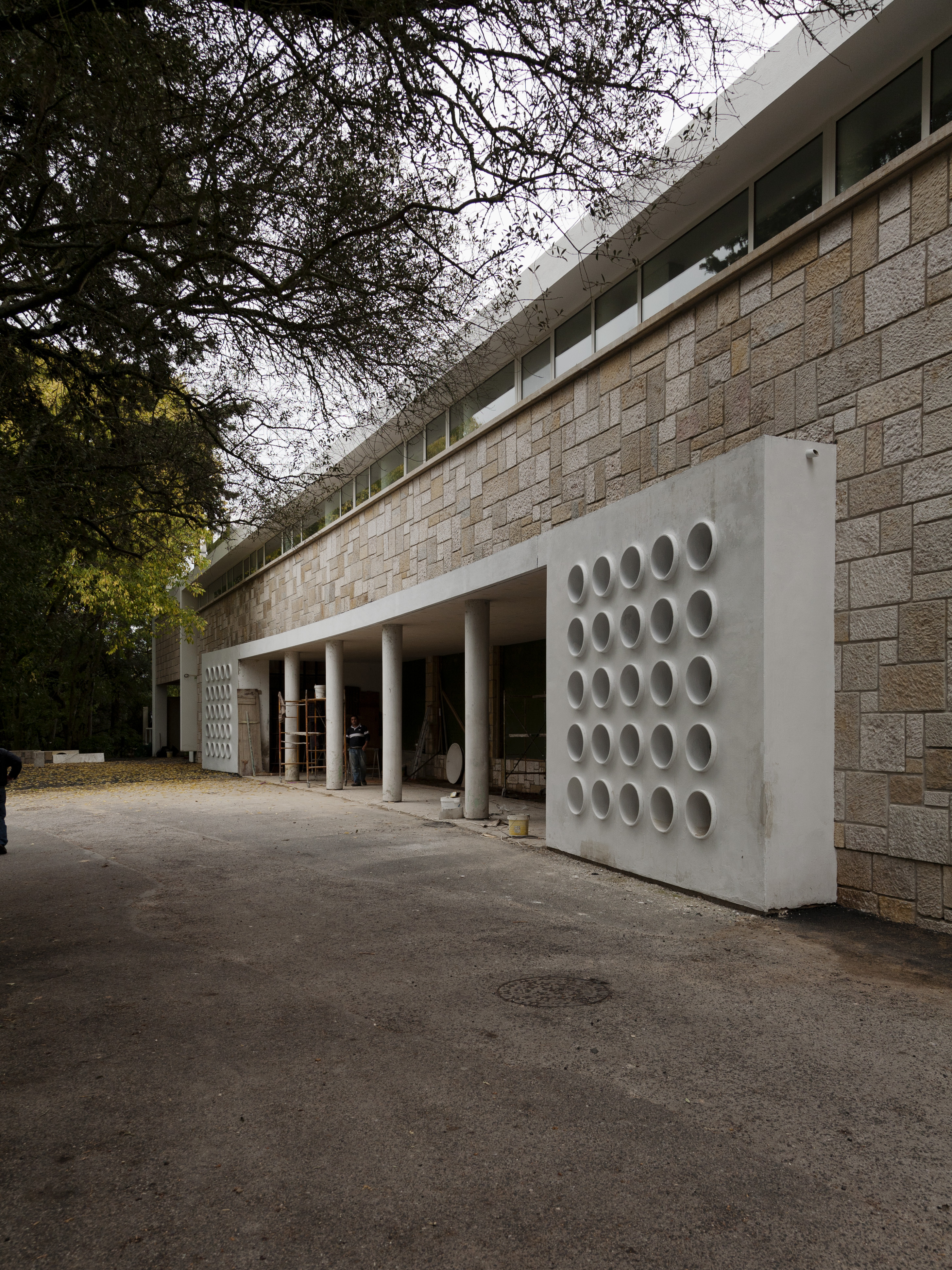
Restaurante
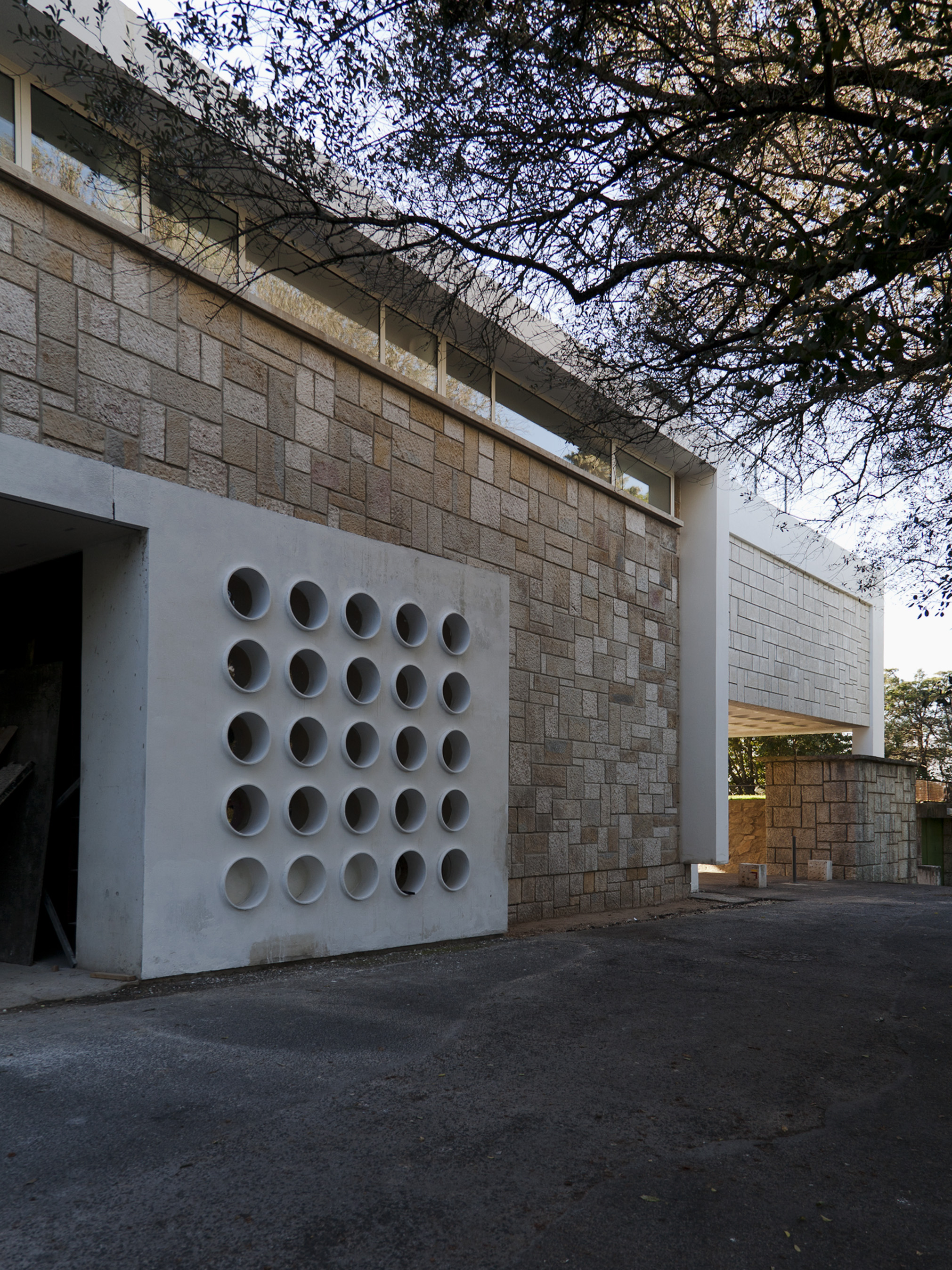
Restaurante

### Restaurante; piscina infantil, Campo Grande

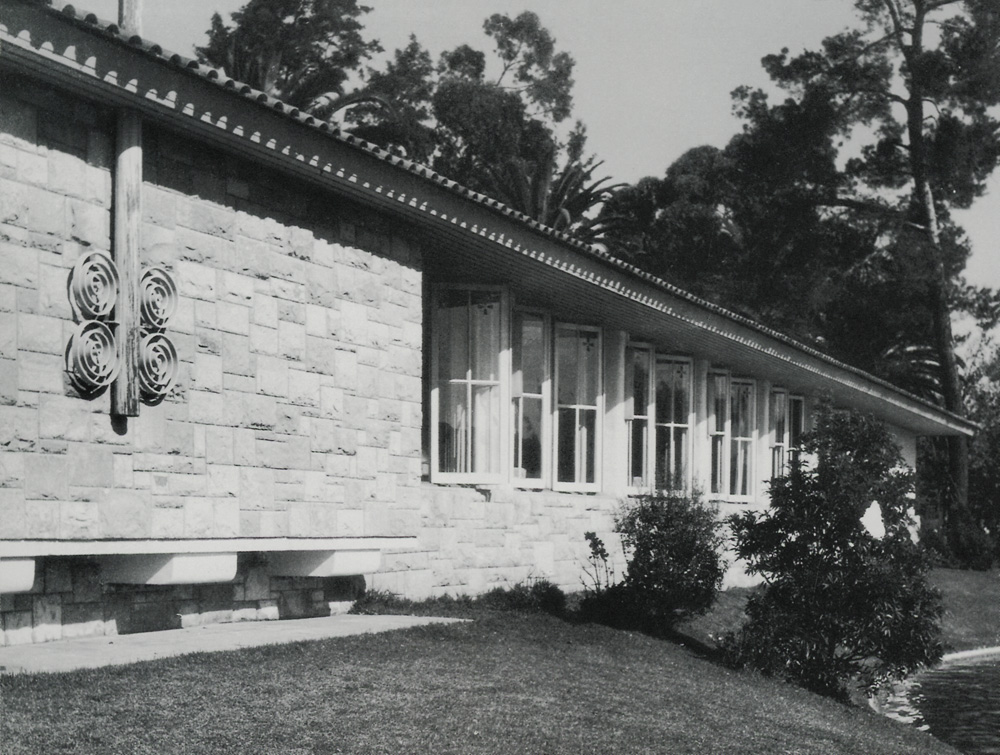
Restaurante, c. 1945
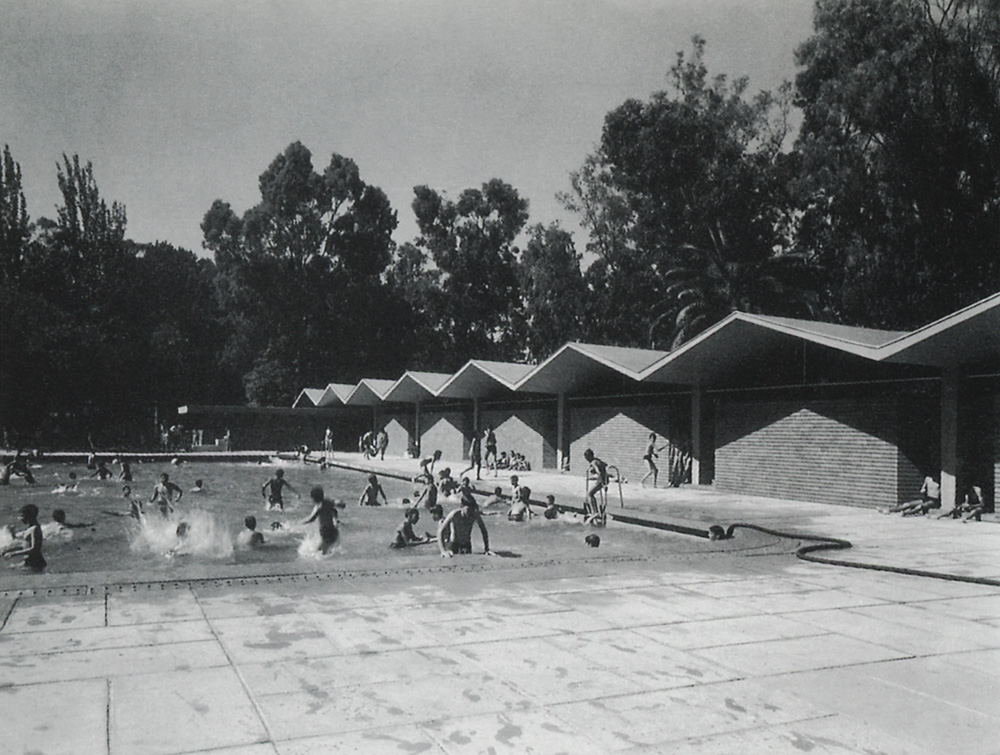
Piscina infantil, c. 1960
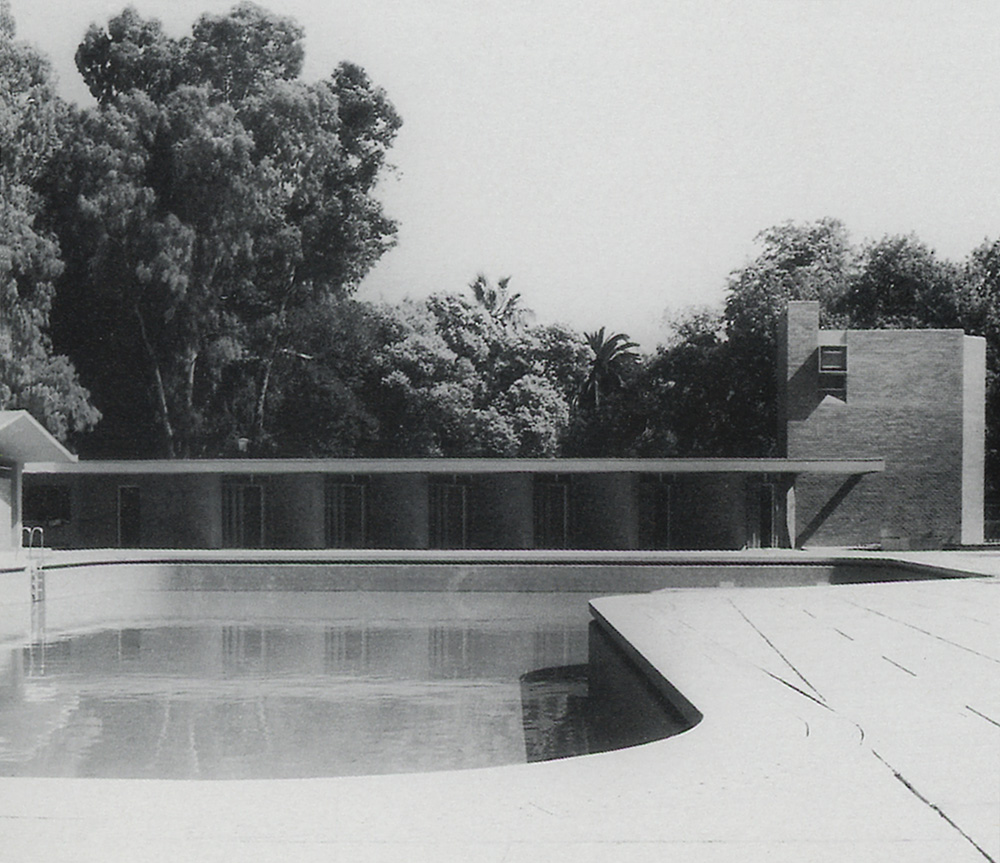
Piscina infantil, c. 1960

### Parque Eduardo VII

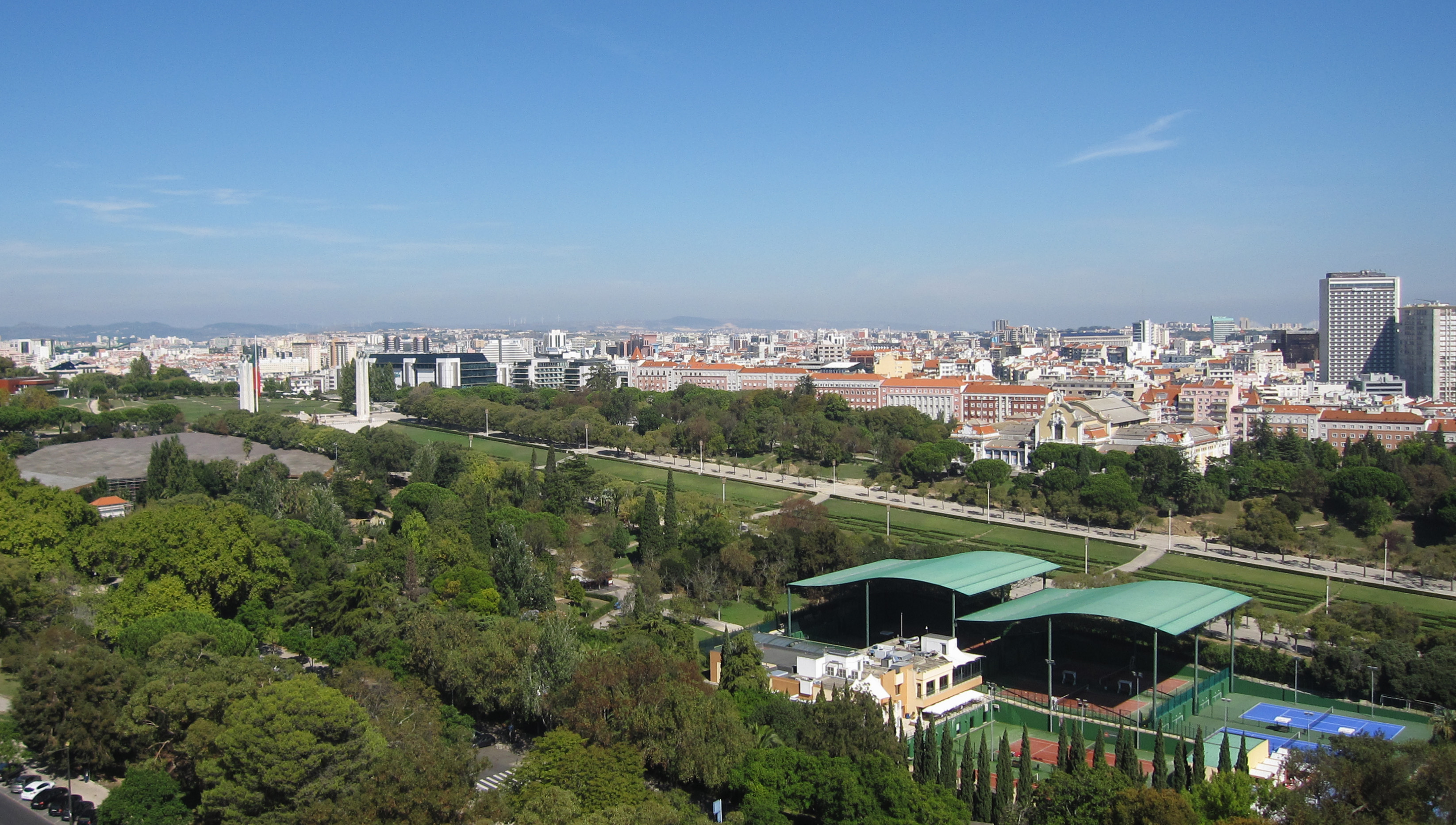
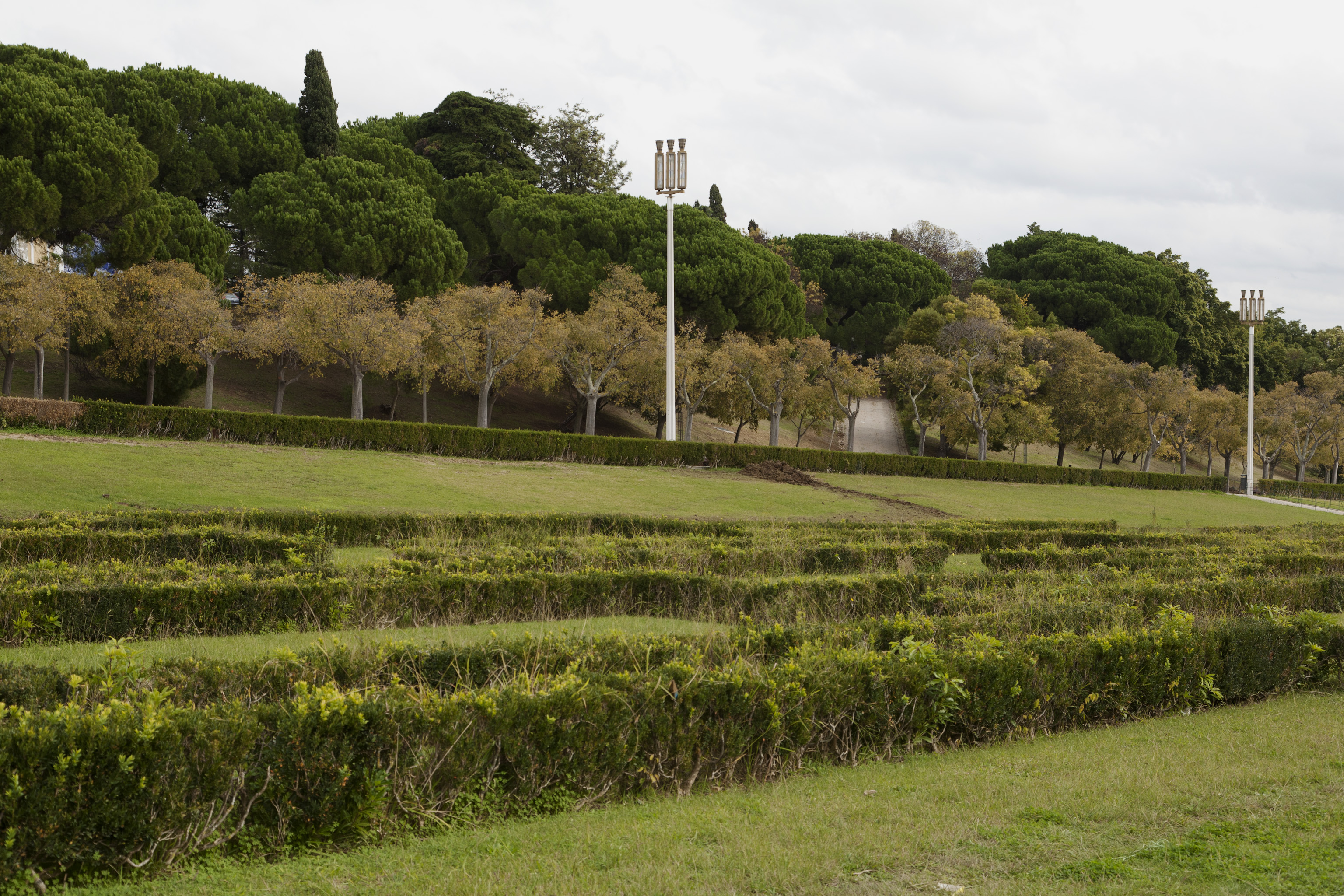
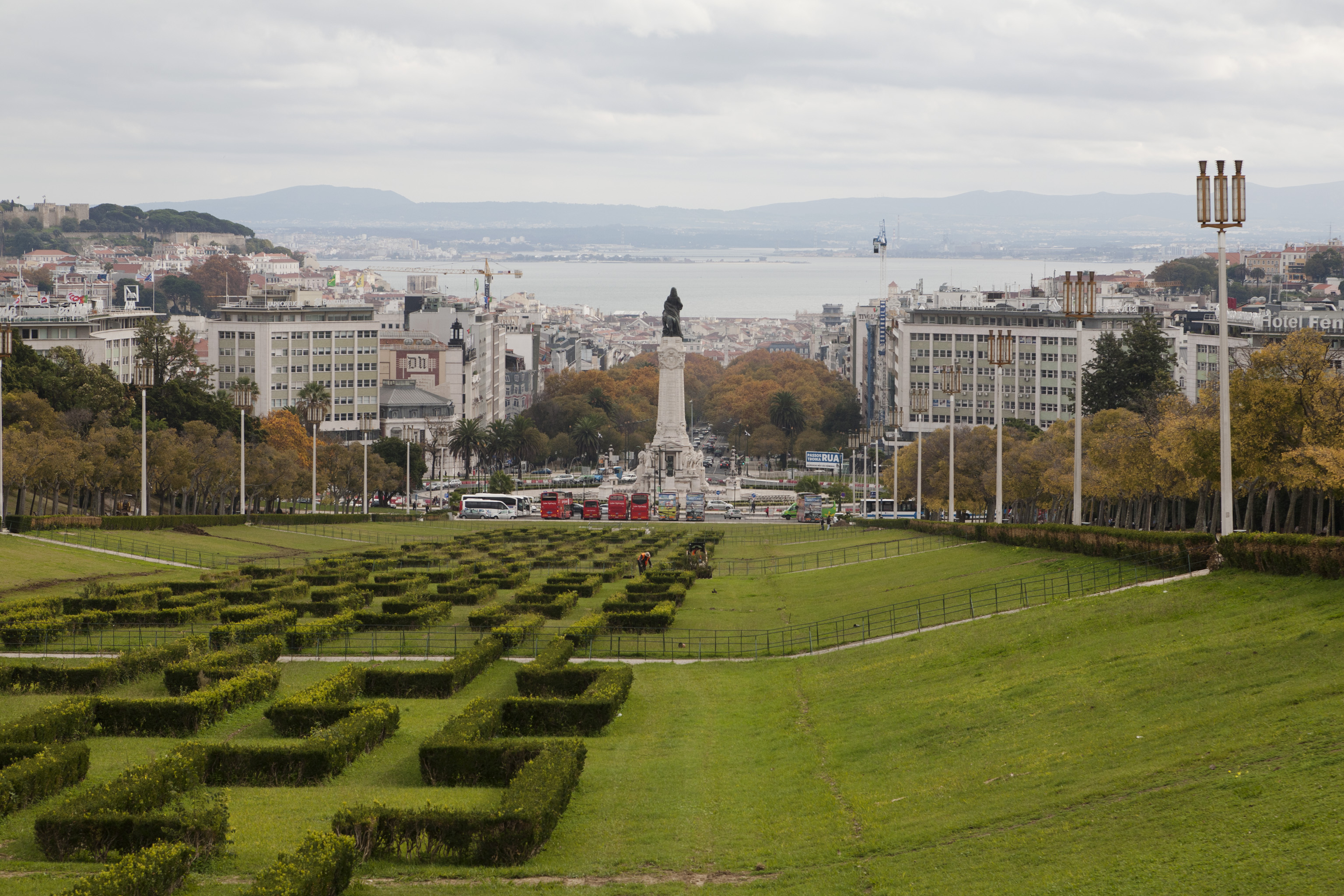
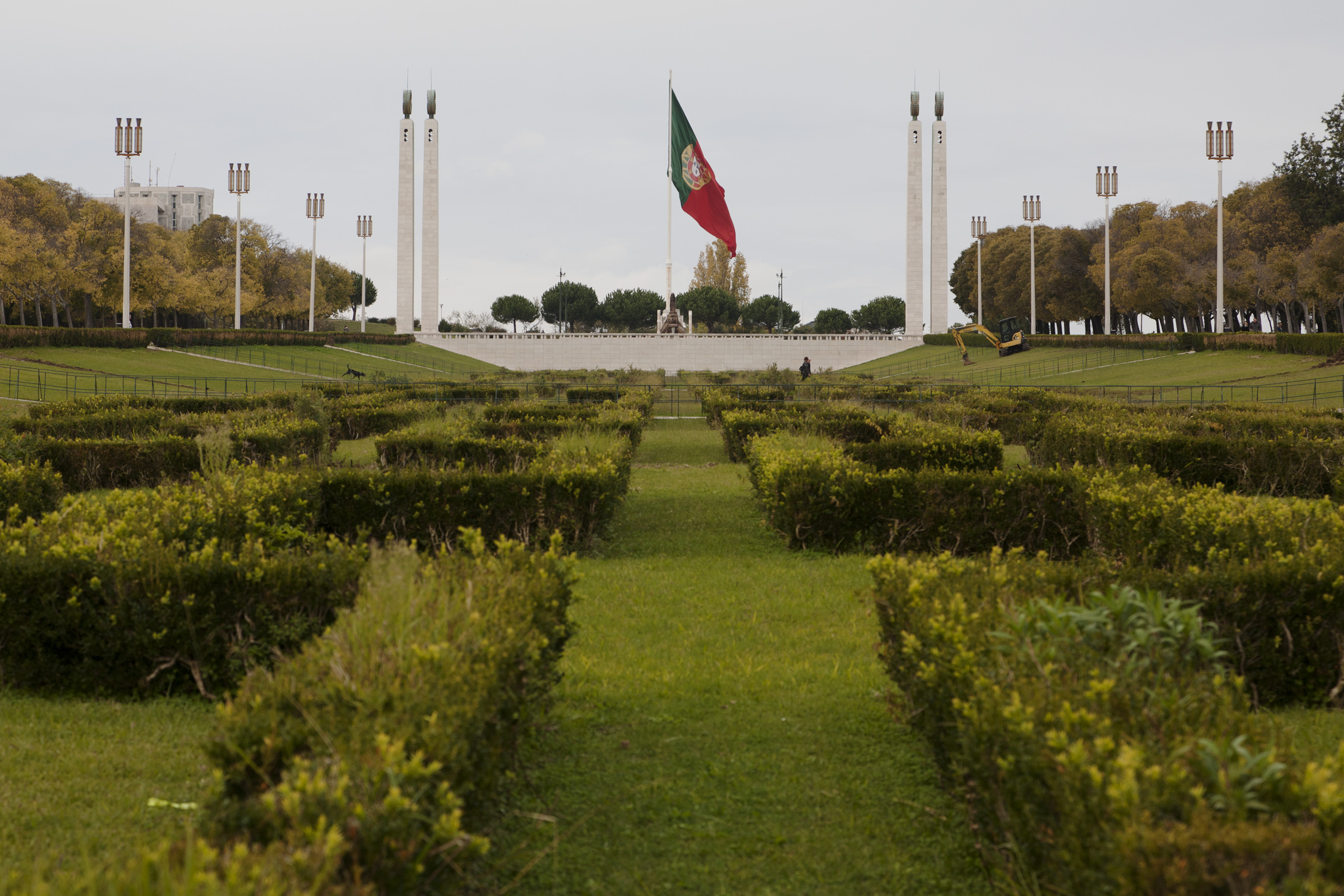
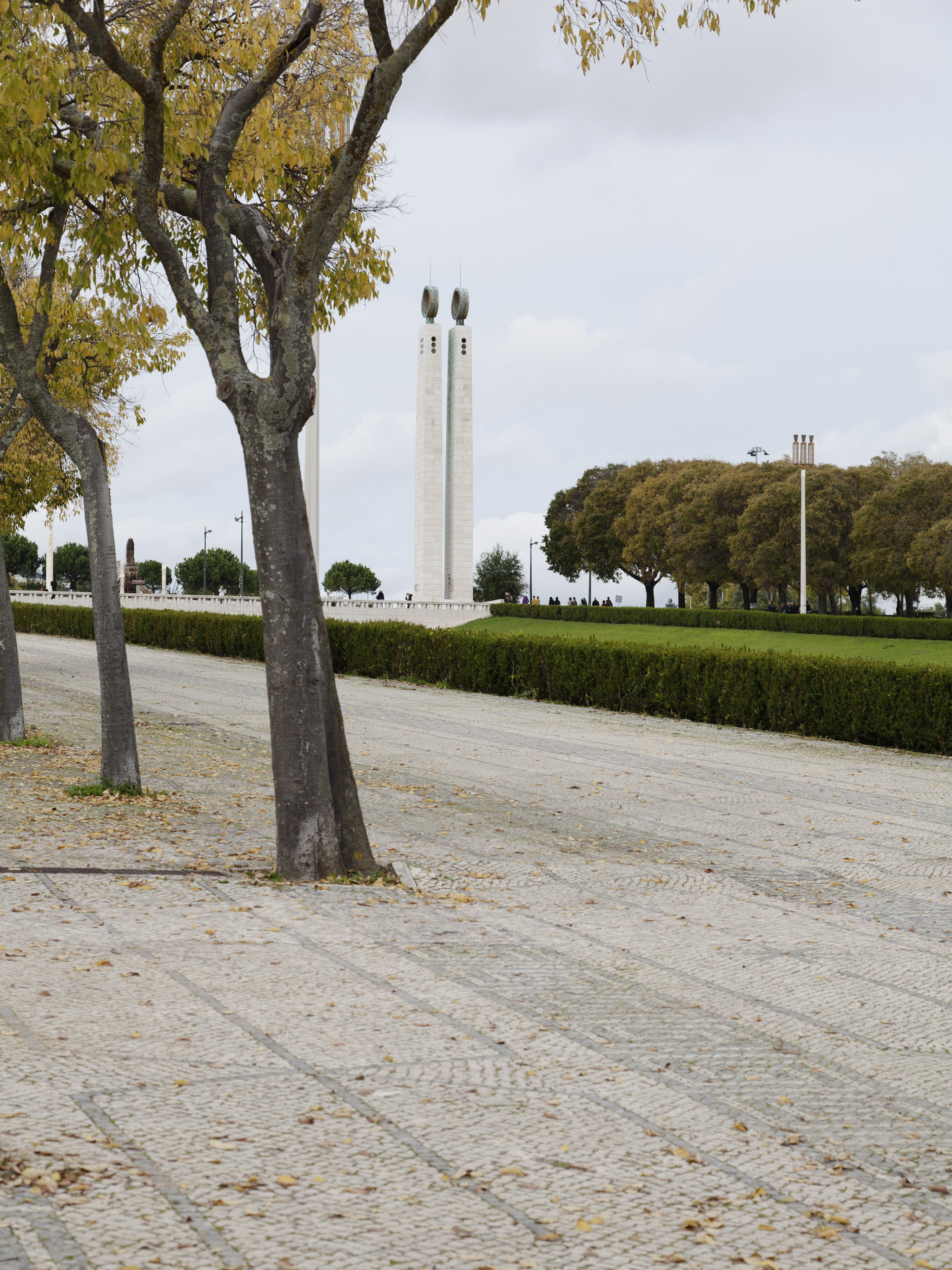
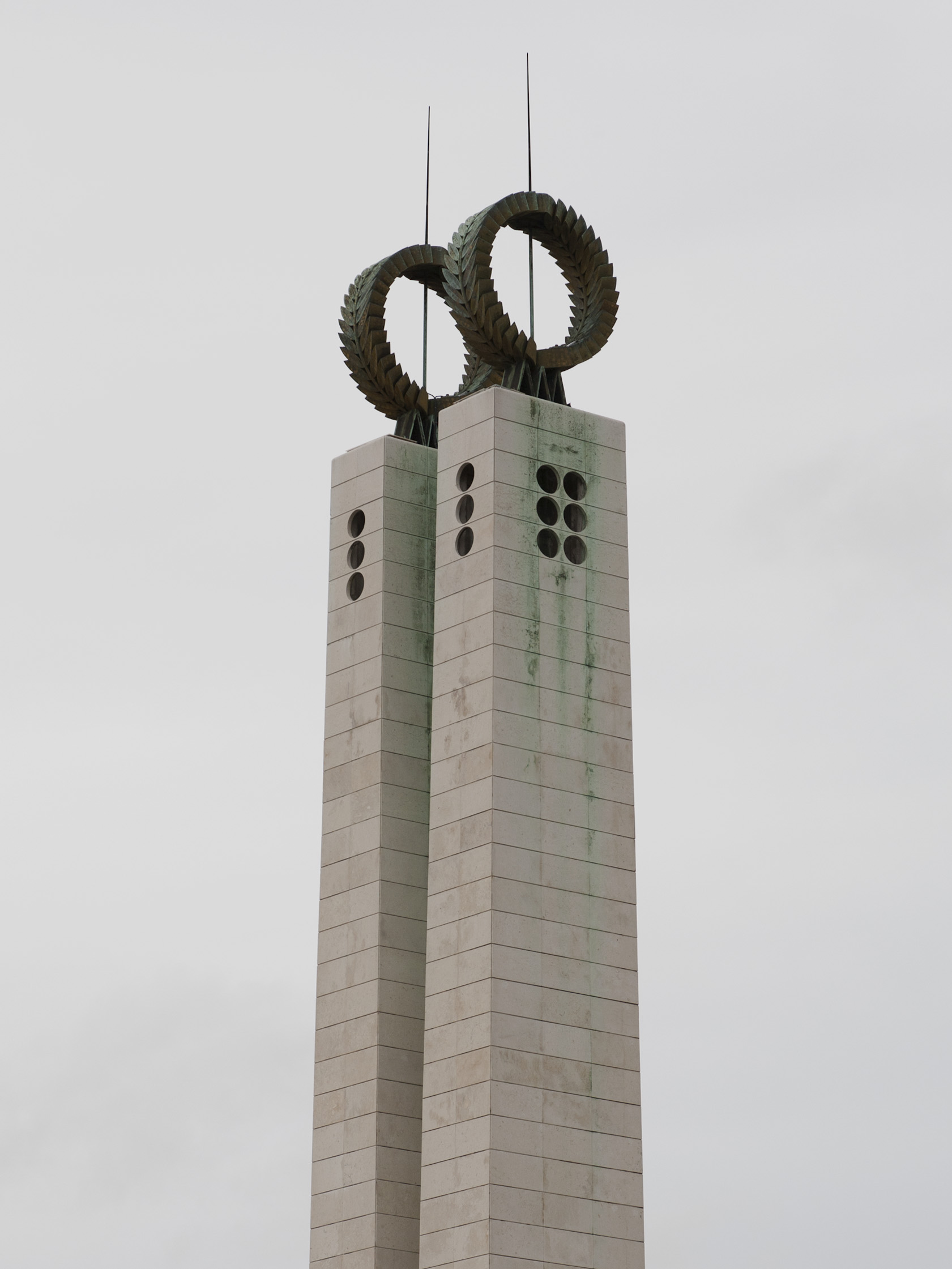
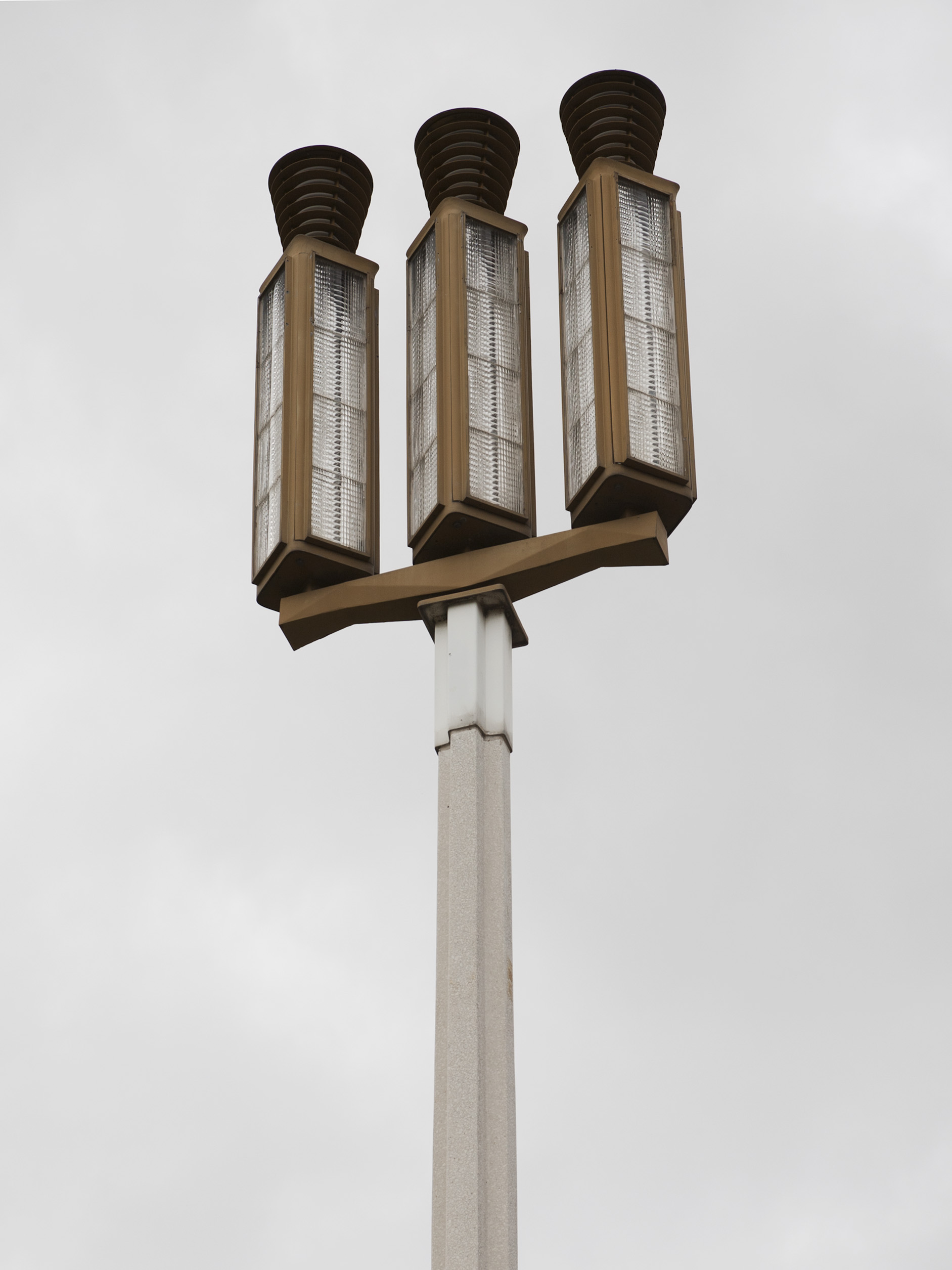

### Clube de ténis, Parque de Monsanto

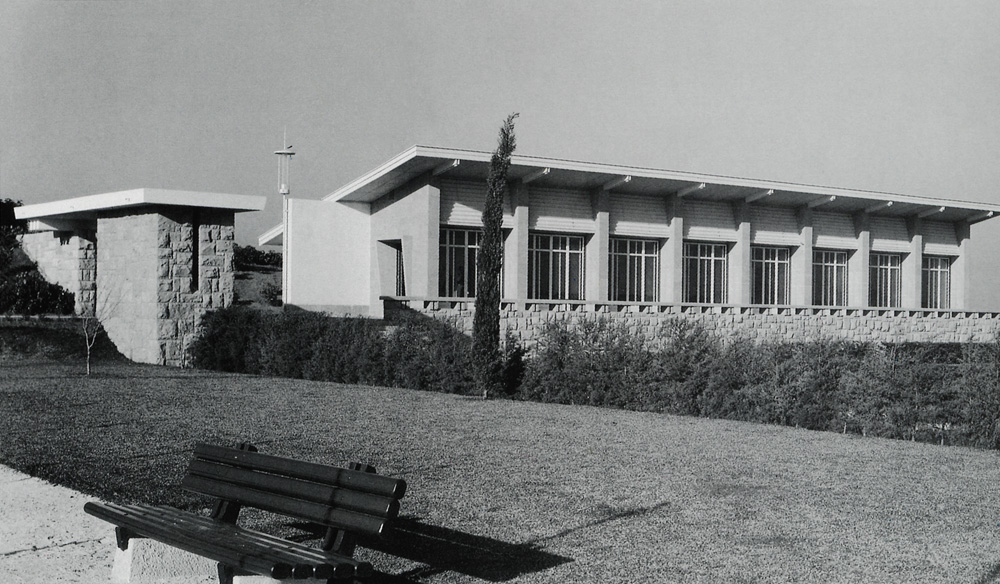
Restaurante, c. 1950
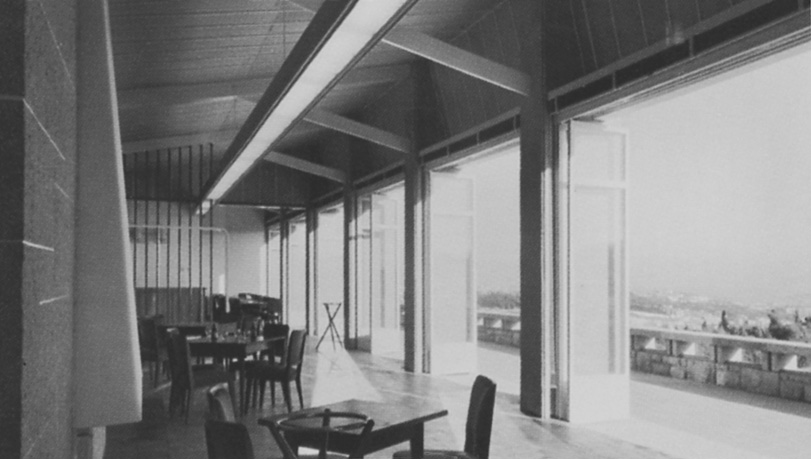
Restaurante, c. 1950
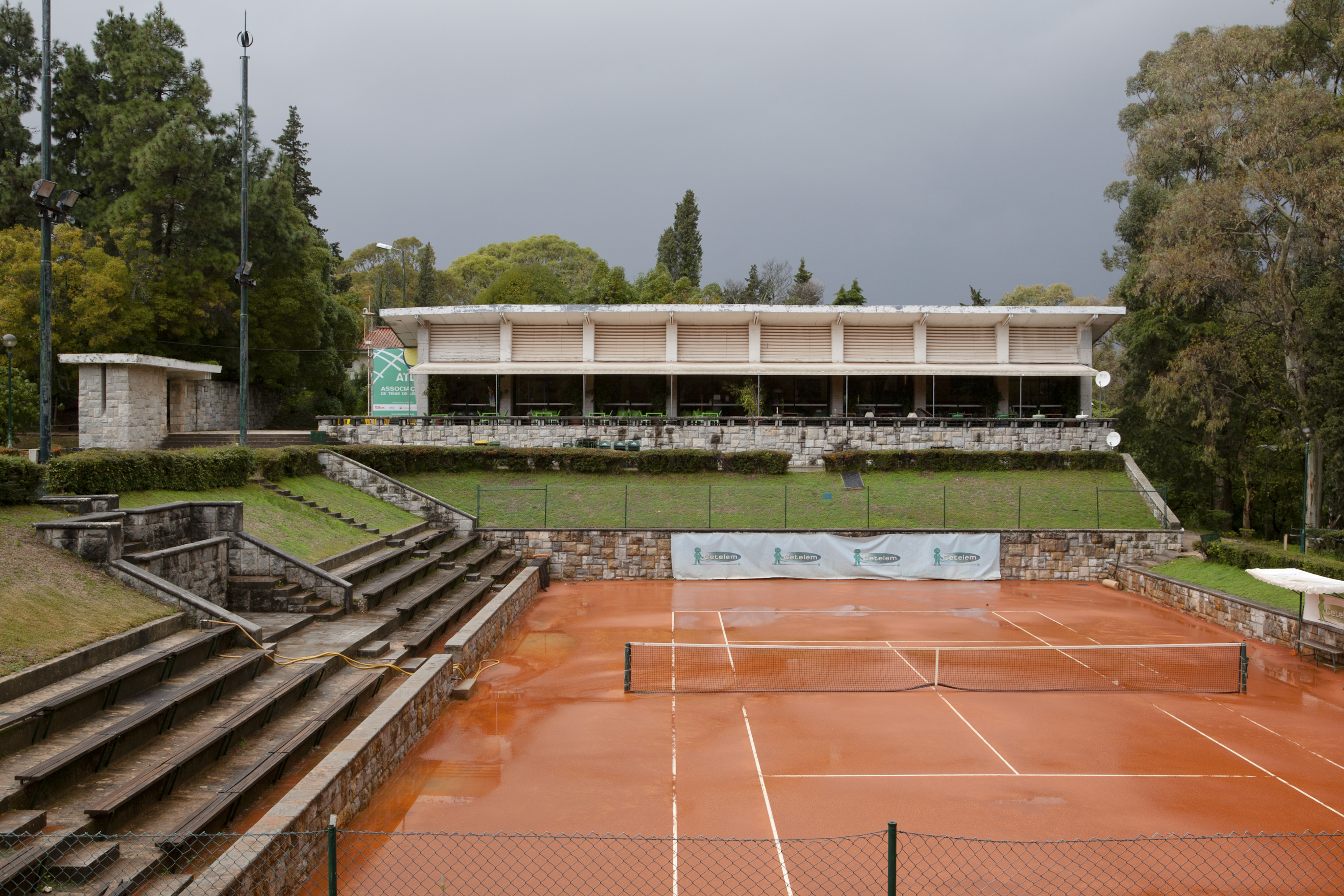
Fotografia de 2012
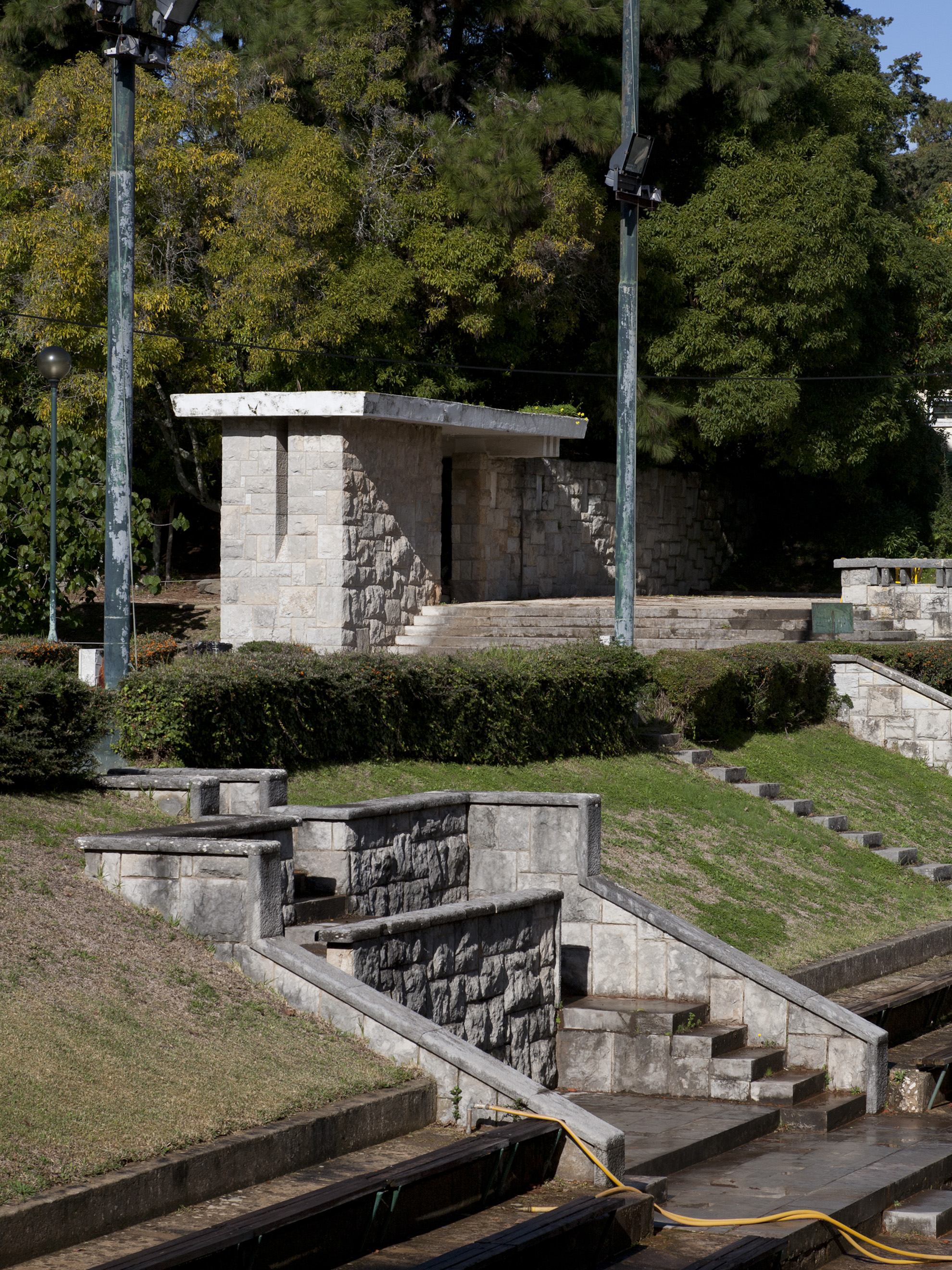
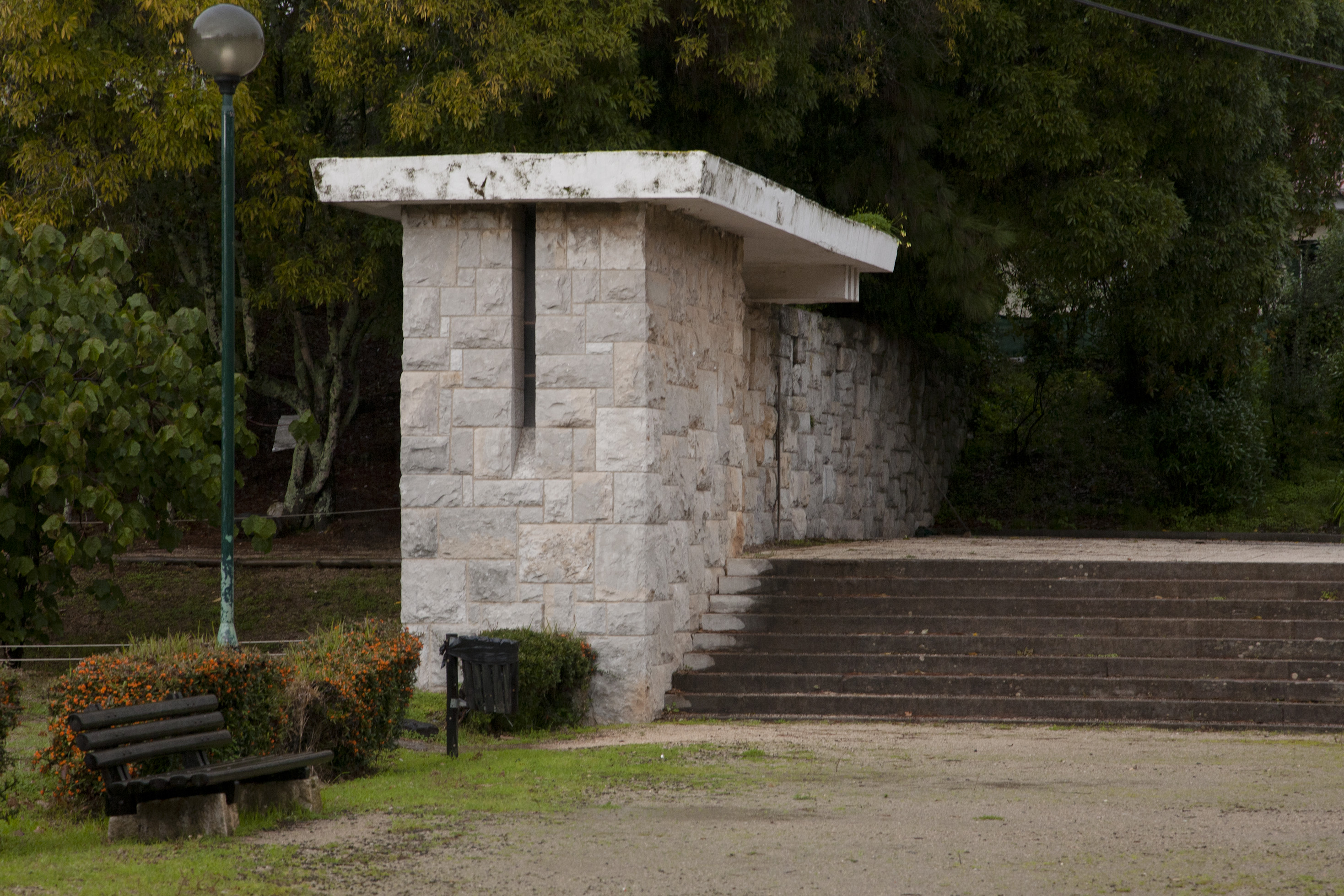
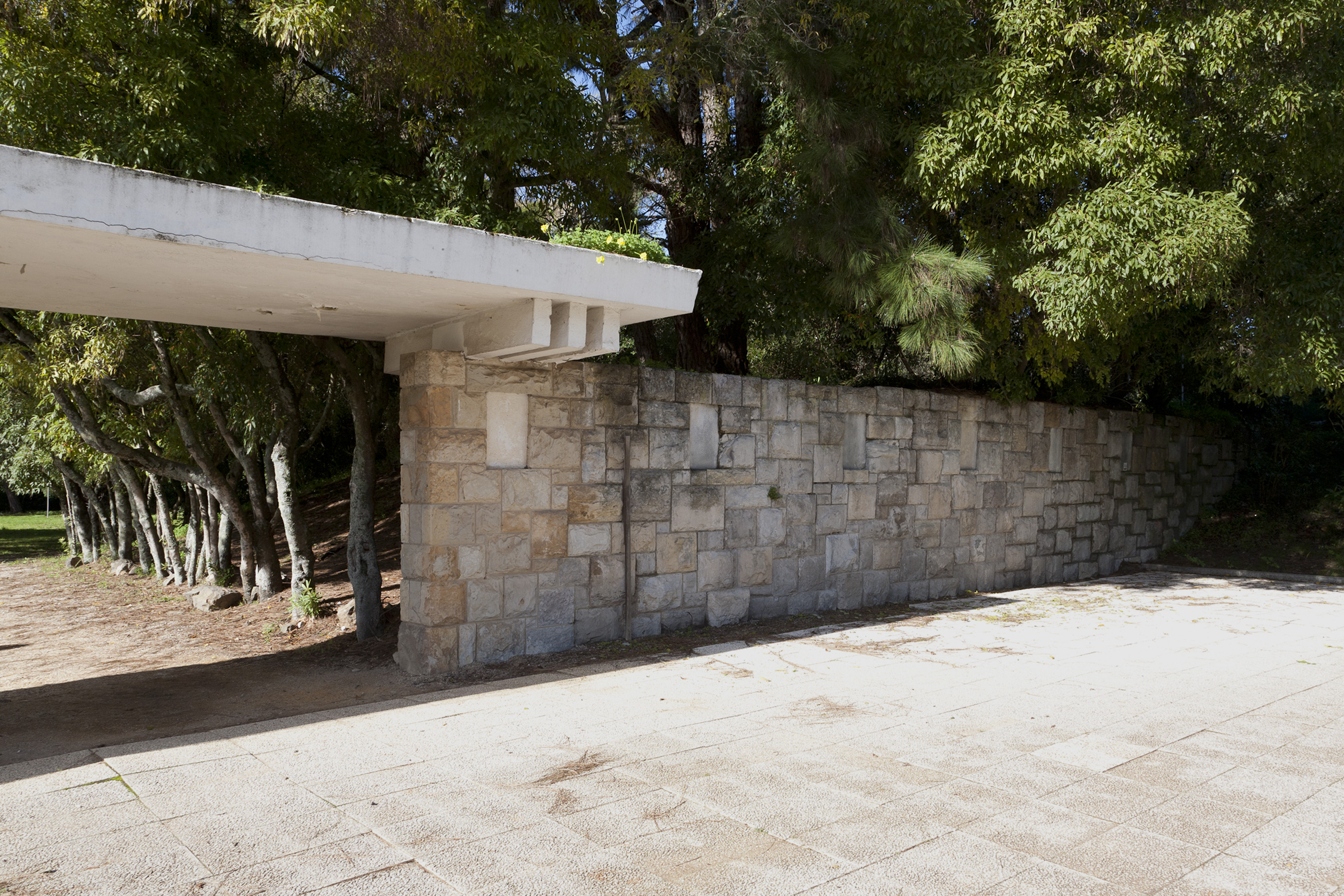
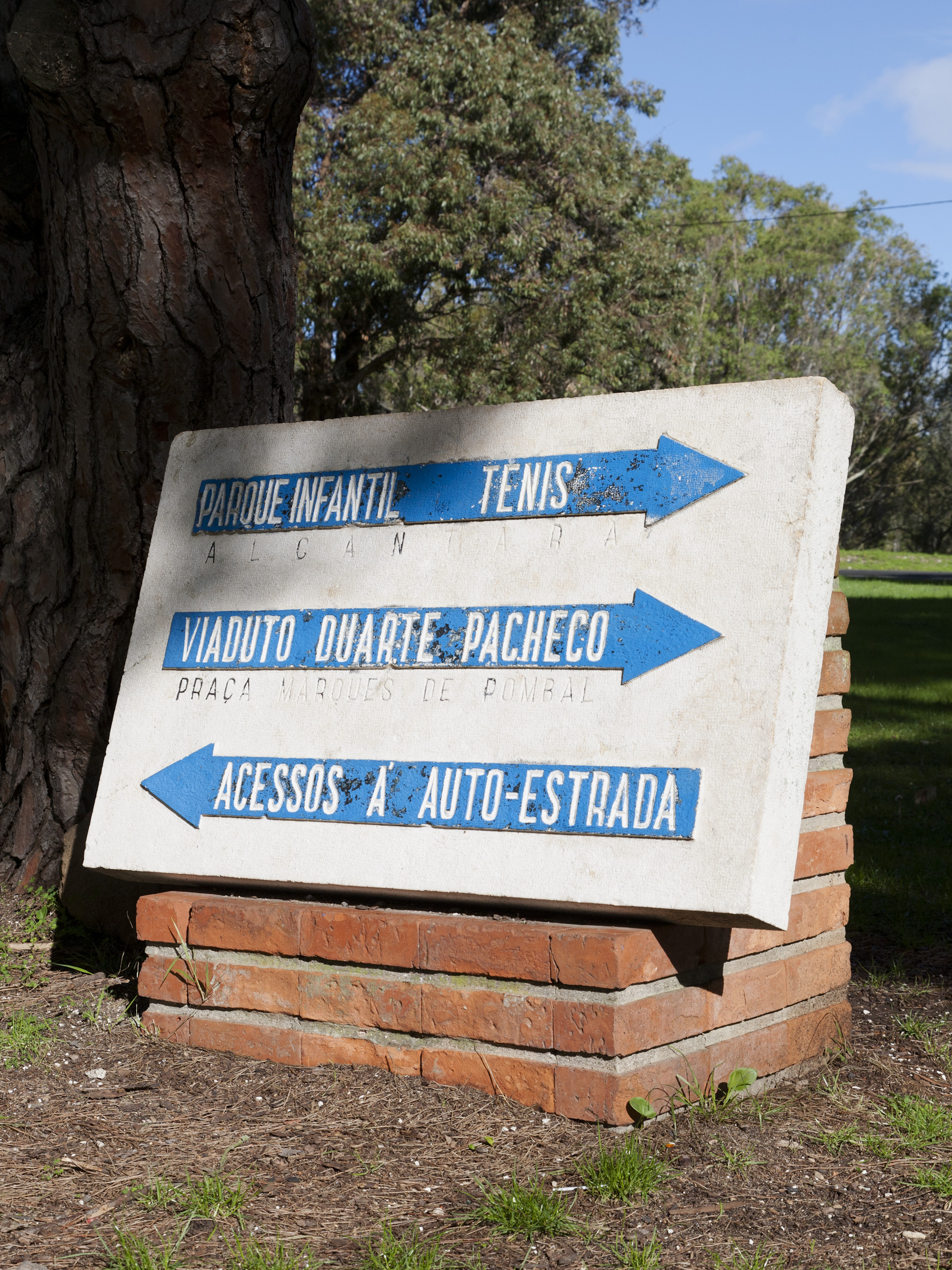
Sinalética rodoviária

### Moradia Sousa Pinto, Restelo

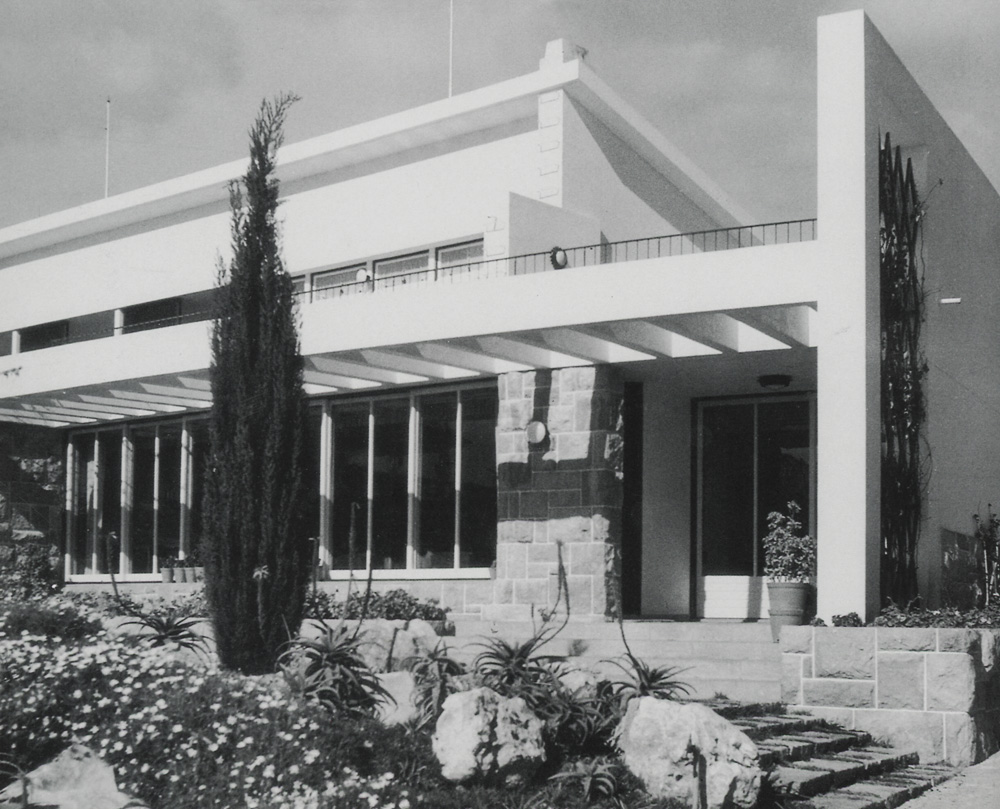
c. 1950

### Subestação, União Elétrica Portuguesa, Coina

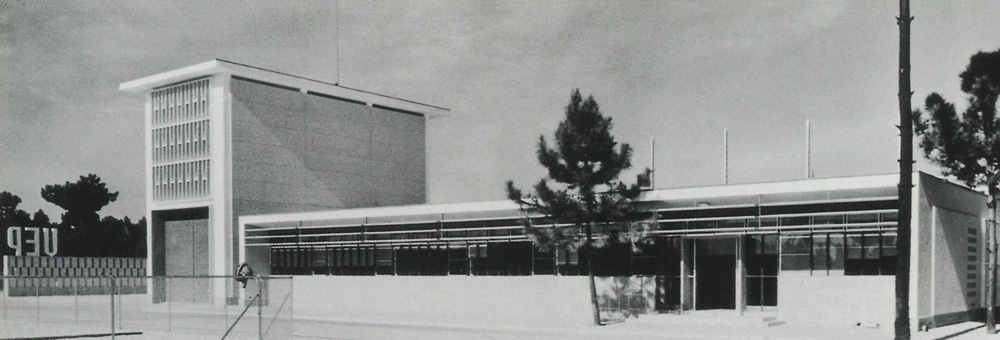
c. 1954

### Feira das Indústrias, Lisboa

c. 1957
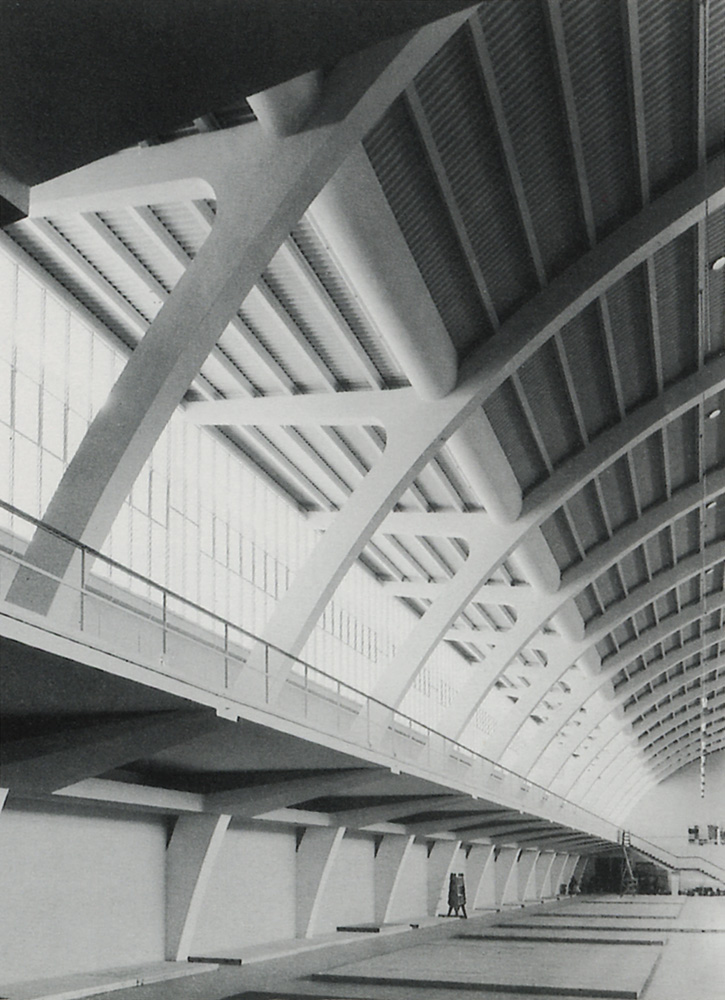
c. 1957
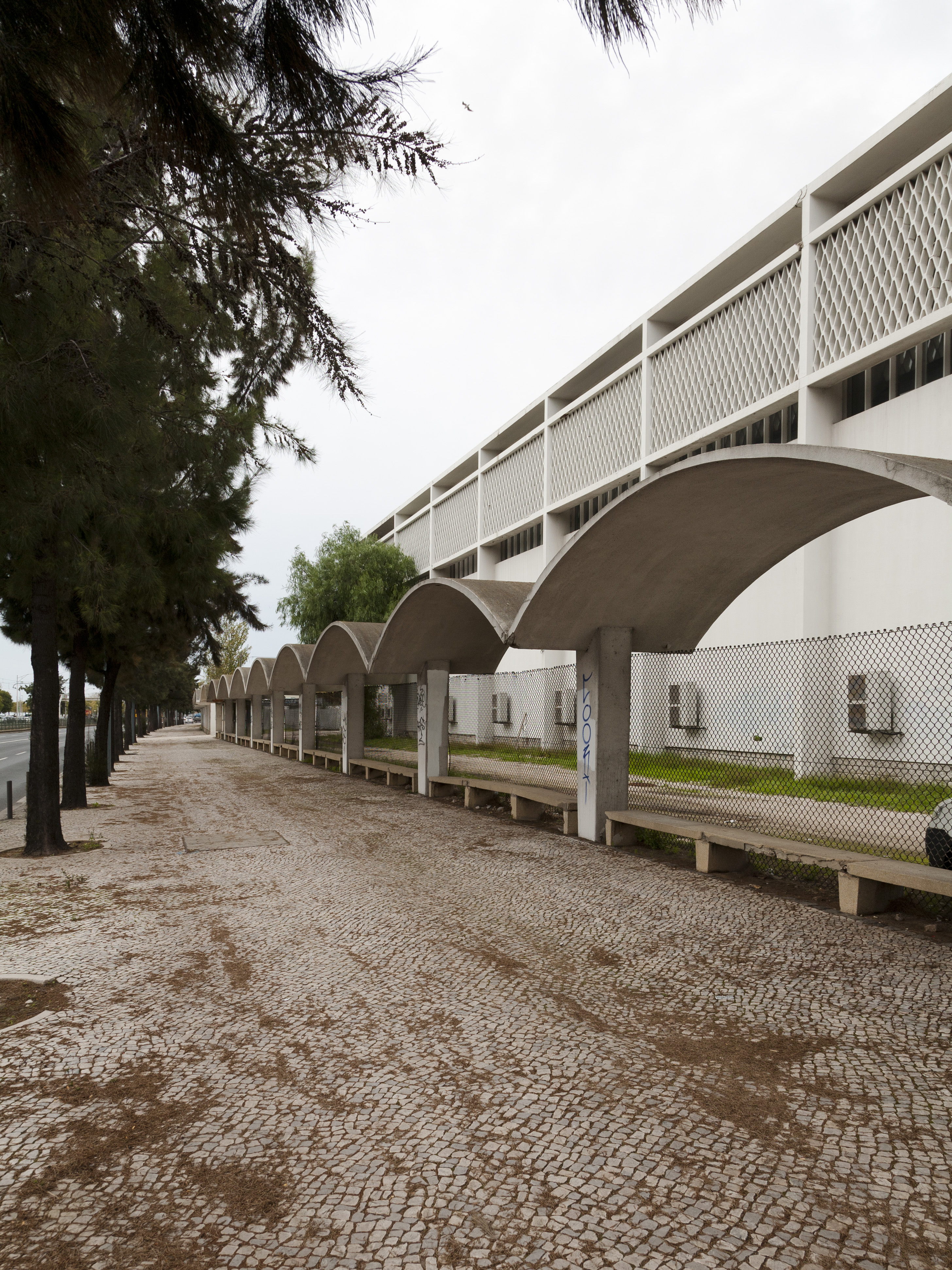
Centro de Congressos de Lisboa, 2012
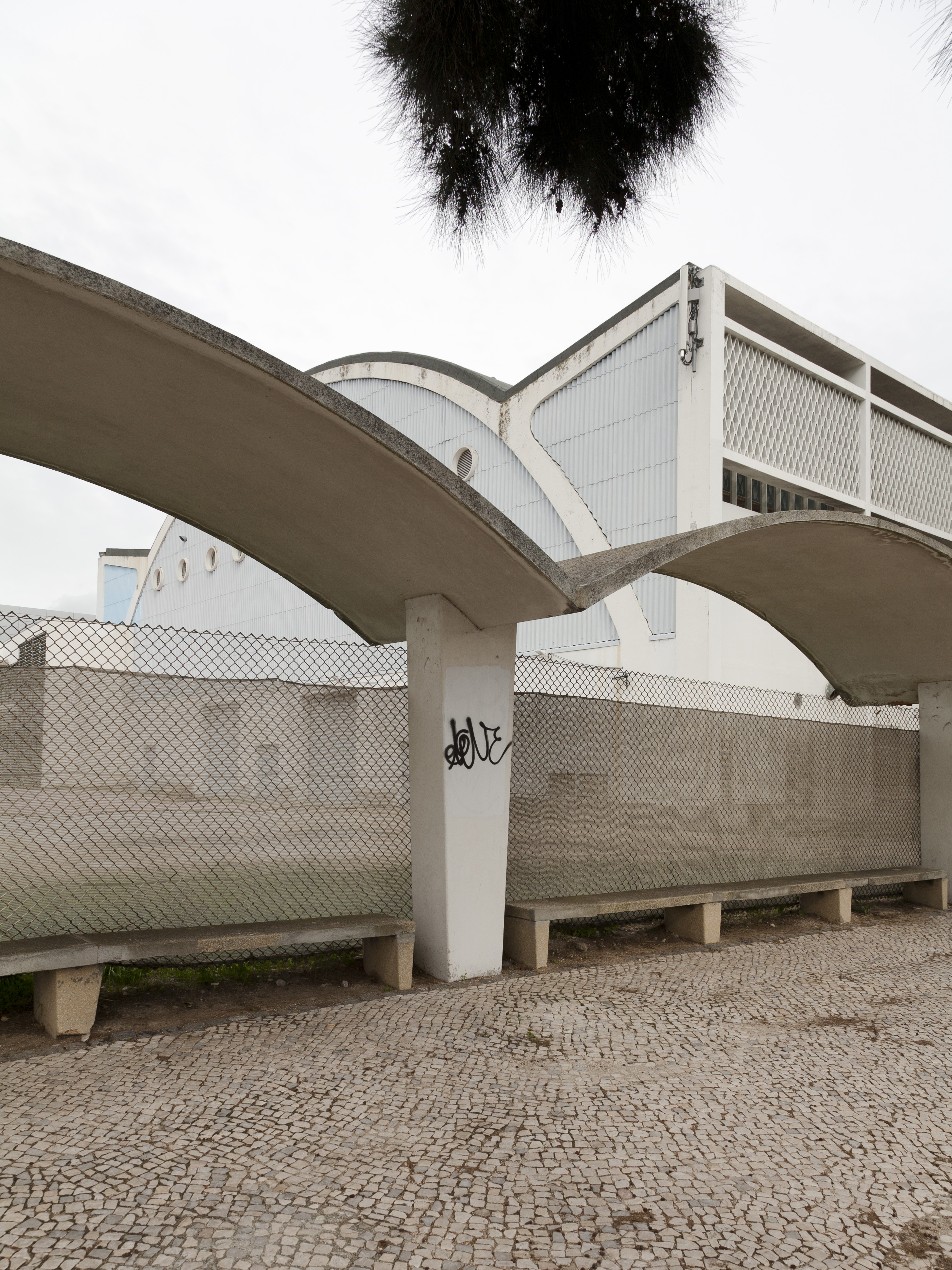
Centro de Congressos de Lisboa, 2012
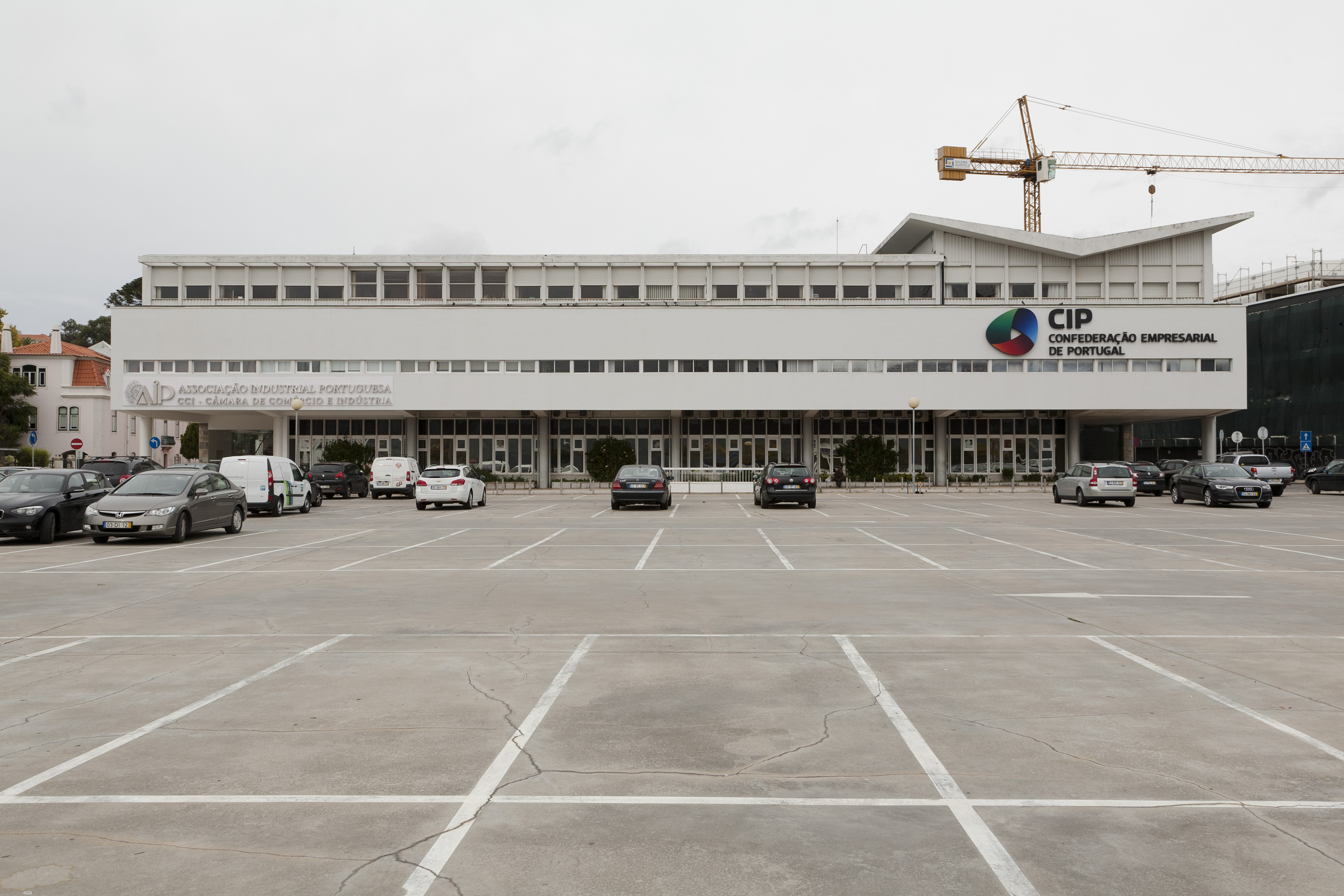
Associação Industrial Portuguesa / CIP, 2012
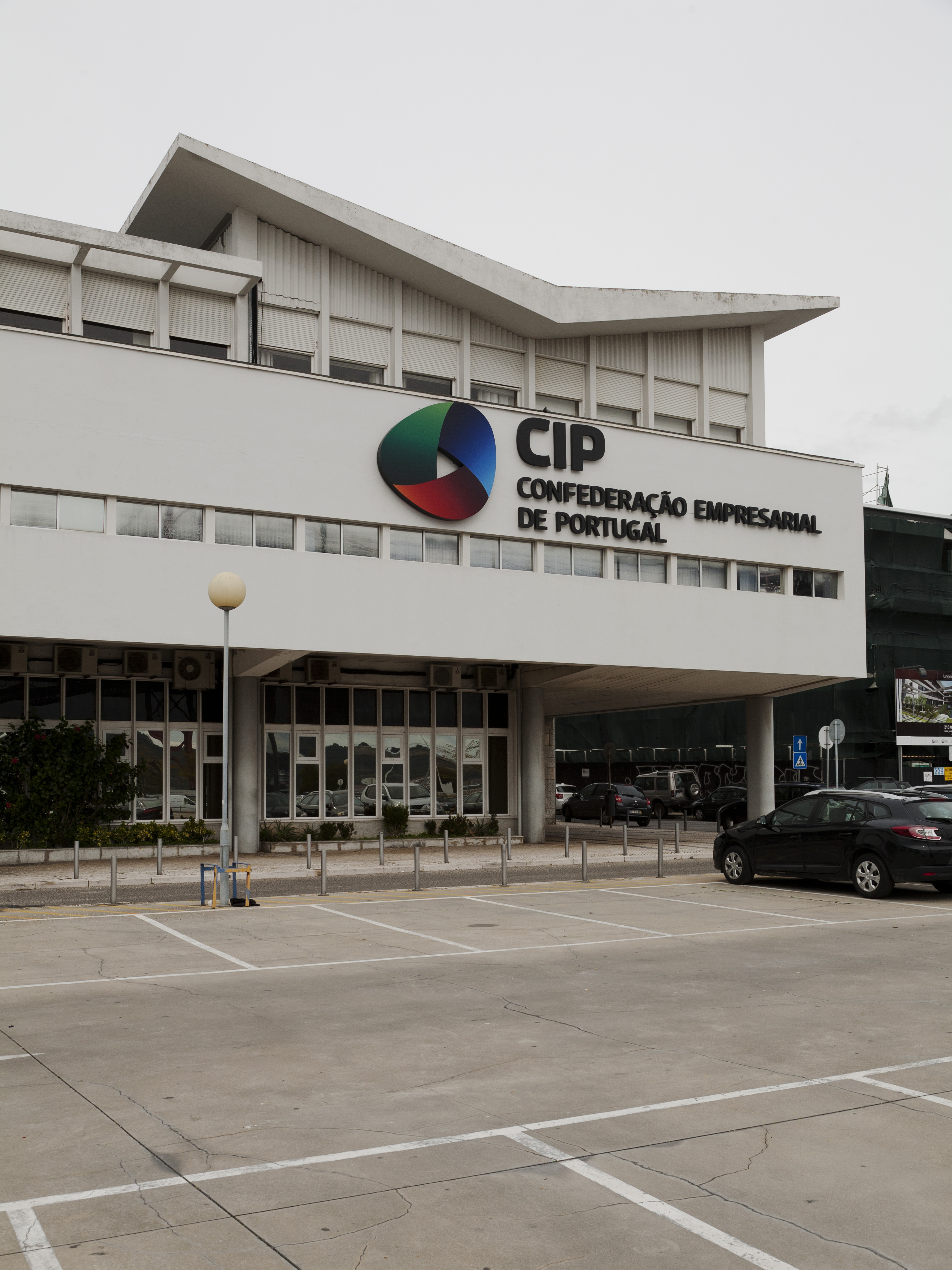
Associação Industrial Portuguesa / CIP, 2012

### Estádio de Bagdade

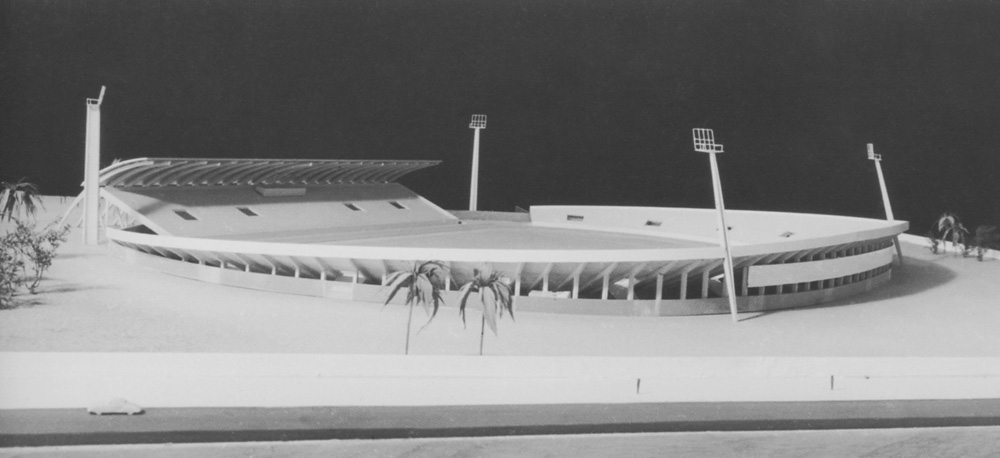
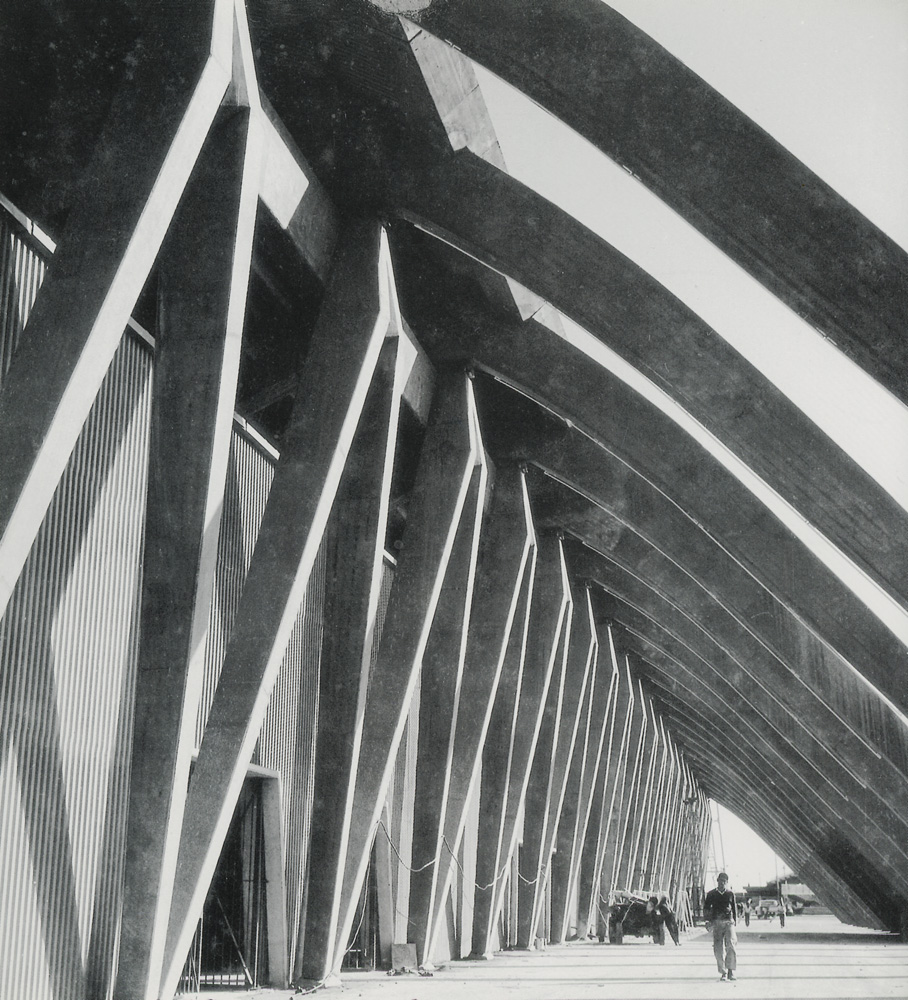

### Metropolitano de Lisboa

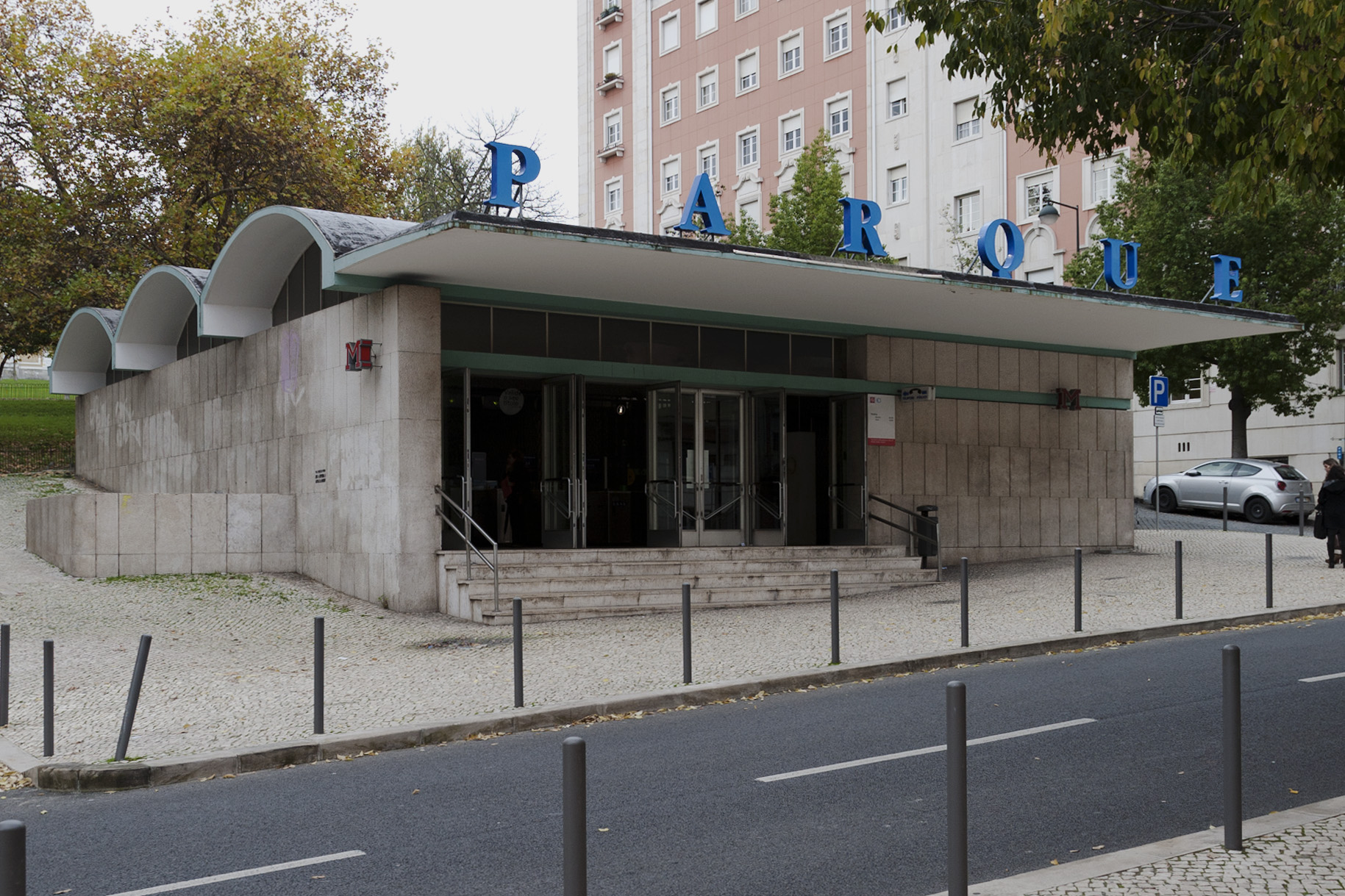
Estação Parque, 2012
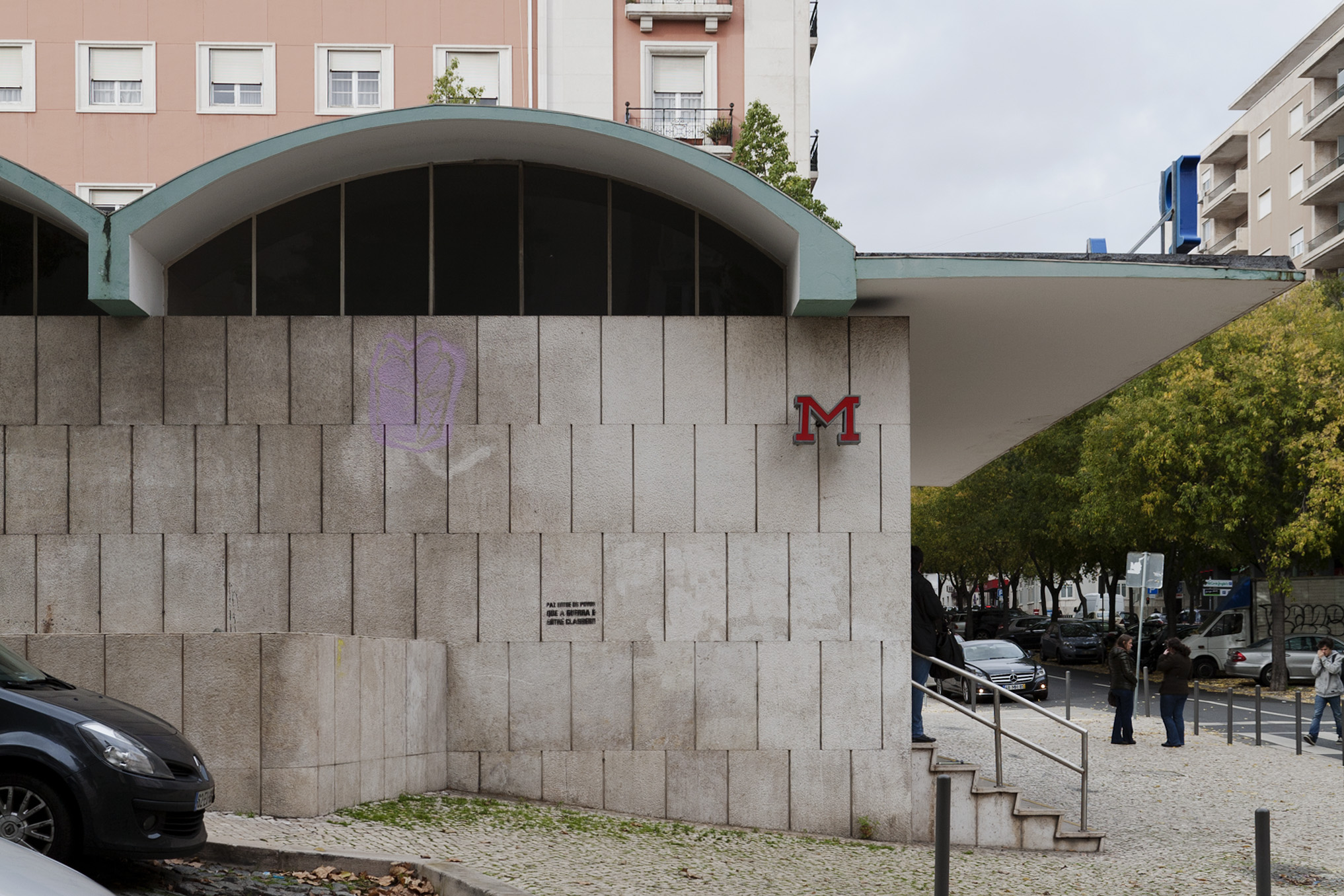
Estação Parque
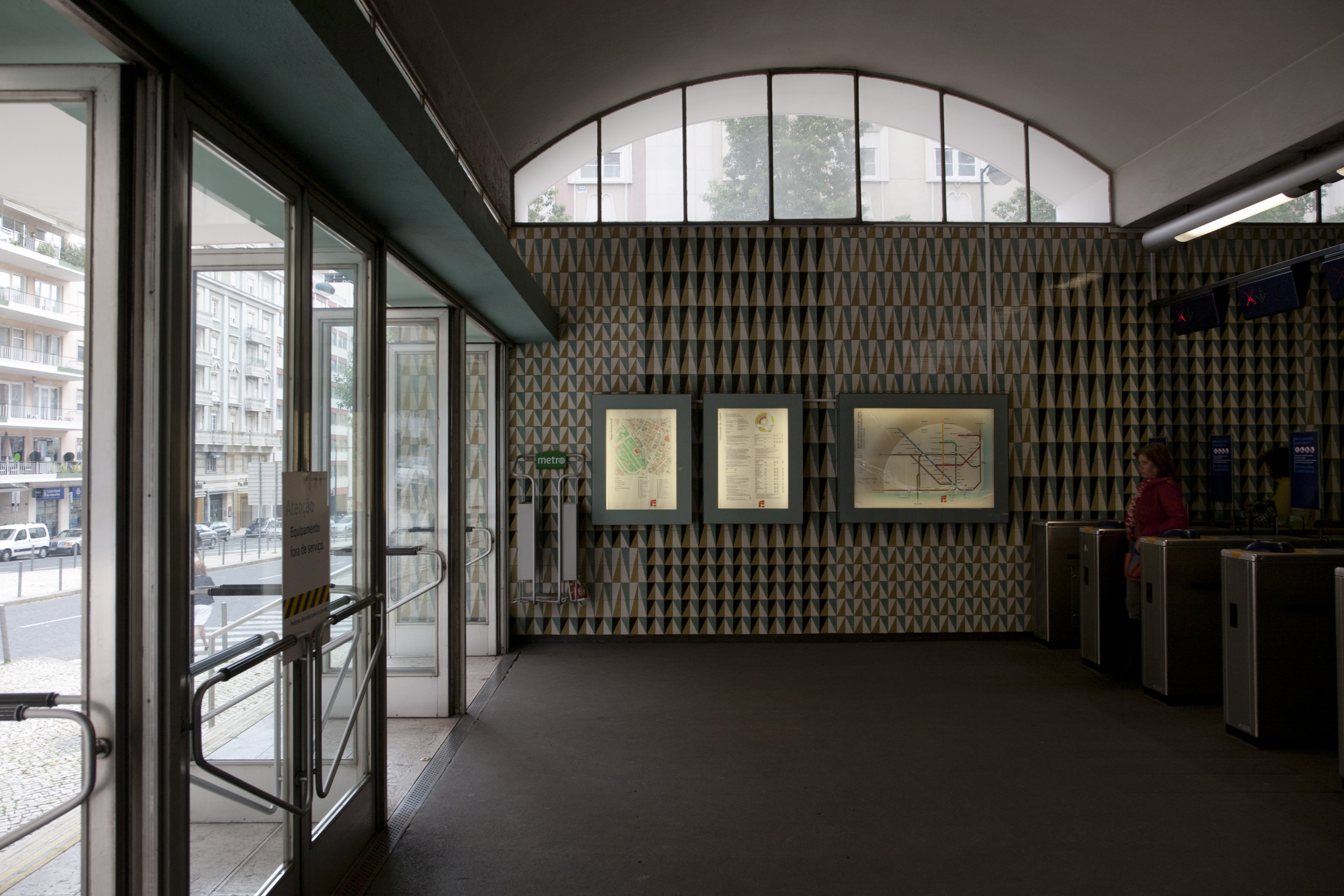
Estação Parque

## Livros publicados
- Arquitectura e a Vida. Lisboa: Cosmos. 1942
- A Moderna Arquitectura Holandesa. Lisboa: Seara Nova. 1943
- O Problema da Habitação. Porto: Latina. 1945
- Histórias à Margem de um Século de História. Lisboa: Seara Nova. 1970
- Lisboa, uma Cidade em Transformação. Lisboa: Europa América. 1970
- Quero Entender o Mundo. Lisboa: Iniciativas Editoriais. 1974